# 大龍峒保安宮
25°04′25″N 121°30′56″E / 25.073626°N 121.515517°E
大龍峒保安宮（Tōa-lông-pōng Pó-an-kiong），又稱大浪泵宮，是位於臺灣臺北市大同區大龍峒、鄰近臺北孔子廟的大道公廟，為泉州同安人所信仰的廟宇，建築曾獲2003年聯合國教科文組織亞太區文物古蹟保護獎榮譽獎，2018年則被指定為國定古蹟。

## 沿革

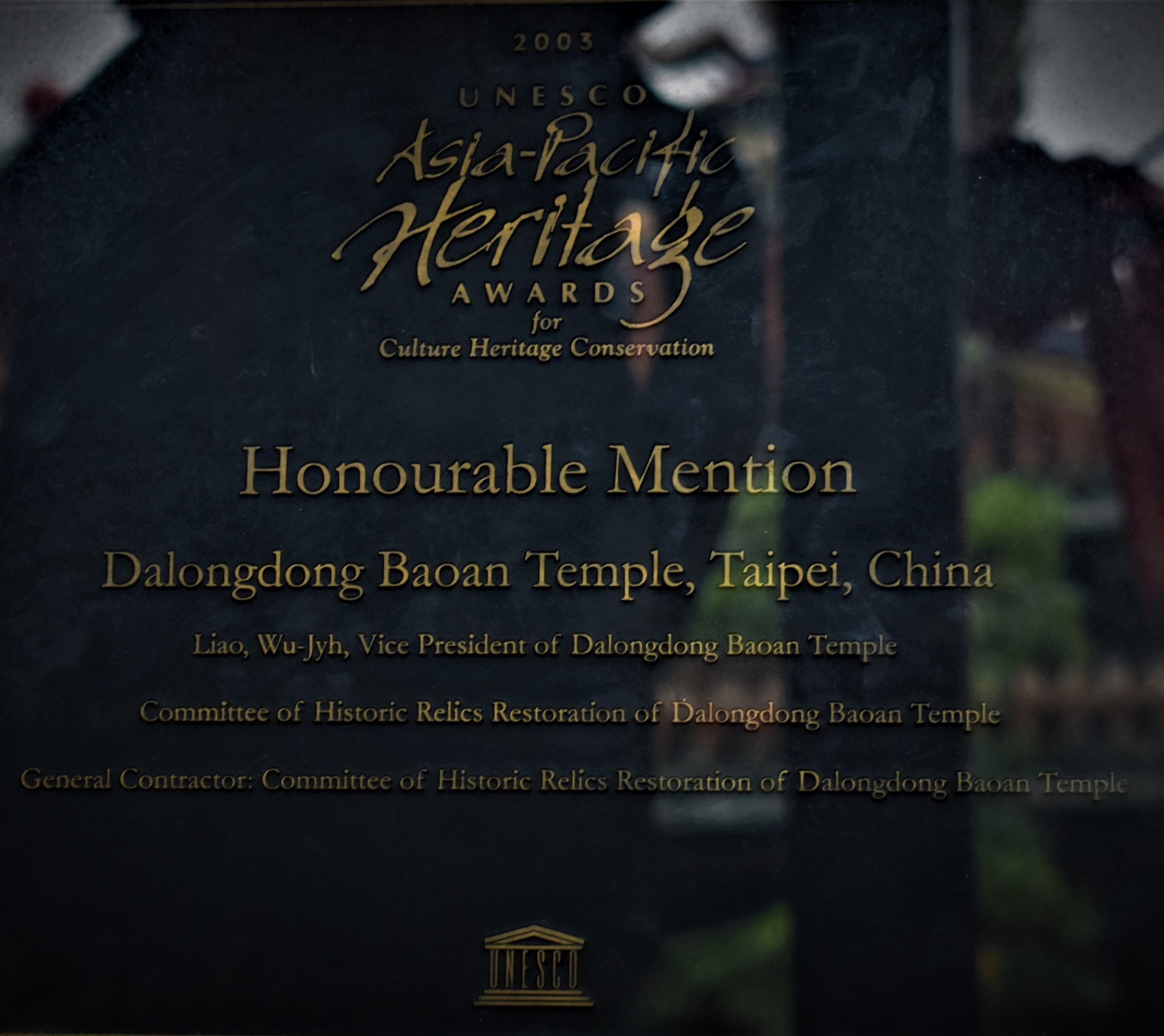
聯合國教科文組織2003年亞太文化資產保存獎獎牌

### 清治時期
1742年（乾隆七年）於大浪泵草創，香火由泉州同安人從家鄉白礁慈濟宮迎請保生大帝分靈來臺。乾隆年間，新莊、艋舺地方同安人被三邑人排擠，開始往北遷移到此地。1802年（嘉慶七年），富商王智記及鄭、高、陳等廿一戶，合夥投資興建一條商業街，街兩邊各有廿二間店鋪，遂稱為「四十四坎」，至1805年（嘉慶十年）四十四坎商民發動募款，在街市東端隘門外建廟。當時選用石造、工程浩大，讓廟身有如今「回字型」的三殿規模。
1830年（道光十年）落成，廟名大龍峒保安宮取自「保佑同安人」之意，俗稱「大道公廟」或「大浪泵宮」。
咸豐年間陳維英在此廟籌建樹人書院，後因鄉人以書院不宜附設於廟宇遂遷移。咸豐元年（1851年），住持觀通法師別世。咸豐十一年（1861年）與同治三年（1864年）住持意吾法師、宿修法師相繼圓寂。
頂下郊拚時，頂郊人以艋舺龍山寺為據點，對抗以大龍峒保安宮為據點的下郊人，中界點是今日的康定路、內江街一帶，雙方出陣前必至廟內誓師。在歷經一連串的械鬥後，同治七年（1868年）到十二年（1873年），保安宮有了第一次大規模整修，由住持智清法師主導，仕紳陳維菁、蔡丕基、陳溯河、張夢星、陳樹藍等人出資修葺。
光緒八年（1882年）住持智清法師別世。光緒十四年（1888年），仕紳張國瑜捐款六千圓，另募九千四百圓修繕廟體建築至次年二月十六日完工。
乙未戰爭，唐景崧逃離臺灣，駐紮在大龍峒的清軍因欠餉而暴亂，造成位於舊圓山車站前的火藥庫爆炸，使鄰近的保安宮受到破壞。

### 日治時期
明治二十九年（1896年），大龍峒保安宮等十四家寺廟申請加入日本曹洞宗，由住持王李永賢法師代表簽署。保安宮加入日本曹洞宗後改隸於臨濟宗妙心寺派下院，也曾一度更名為「保安禪寺」，僧侶細野南岳駐錫於保安宮至少一個月。同年8月29日，台灣總督府在保安宮後殿、東廊、西廊成立台灣總督府國語學校第三附屬學校，直到1904年大龍峒望族陳悅記陳家捐地作為校地，才遷出。明治三十三年（1900年）住持永賢法師別世。明治三十五年（1902年）繼任住持德門法師復因染黑疫而亡故，各地僧人有自薦或請託競爭者欲補其缺，後由清修法師繼之，然亦於兩年後亡故。
明治四十四年（1911年）保安宮管理人王慶忠捐地建大龍峒派出所。大正二年（1913年），管理人王慶忠在全無通知三堡派下的情況下擅自將廟地分割162番地贈與屢犯竊罪入獄達十餘次的李清心為業。後廟內為暴風雨所損，廟方未做修繕且將所有廟園私與友人耕作，許免小作料且令廟祝代他完納。舊時聖公媽廟，嫌其不吉，亦移至保安宮庭，以公代私。大正三年（1914年），新舉管理人六名為一堡陳培根、沈豬，二堡林啟輝、林明德，三堡黃玉階、鄭萬鎰確定。大正四年（1915年）後殿由臺北製莚會社借用多年，以培訓婦女製莚（草蓆）之技能。同年大稻埕仕紳鄭萬鎰、沈豬與三重埔仕紳林啟輝等為原告，發起對管理人王慶忠解除管理之訴訟，隔年因管理人王慶忠管理不善，三堡仕紳於大稻埕慈聖宮開會重新改選管理人。
1917年，鄉民沈豬、鄭萬鎰等募款重修，耗去日幣三萬兩千元。廟方請郭塔與陳應彬兩位名匠，以中軸線為界，自前殿、鐘鼓樓到正殿，一左一右交叉施作對場作。廟方同時舉辦徵聯比賽，廣邀全島文人參與，為當時文壇一大盛事，評選出九名入選作品，均雕刻於前殿、中殿廊柱。1919年農曆10月，保安宮第二次重修竣工落成。
1921年，保安宮與福建鼓山系統的觀音山凌雲禪寺住持沈本圓協議派任六名門徒前來管理廟務，分由三人為知客、另三名任雜役，以蔡志淨擔任住持。東西廂增建之鐘、鼓樓於該年落成。昭和十三年（1938年）時逢中國抗日戰爭期間，保安宮被納為戰死日本軍的超薦道場。昭和十五年（1940年）住持志淨禪師圓寂，接任僧人到職後被逐去。

### 戰後至今

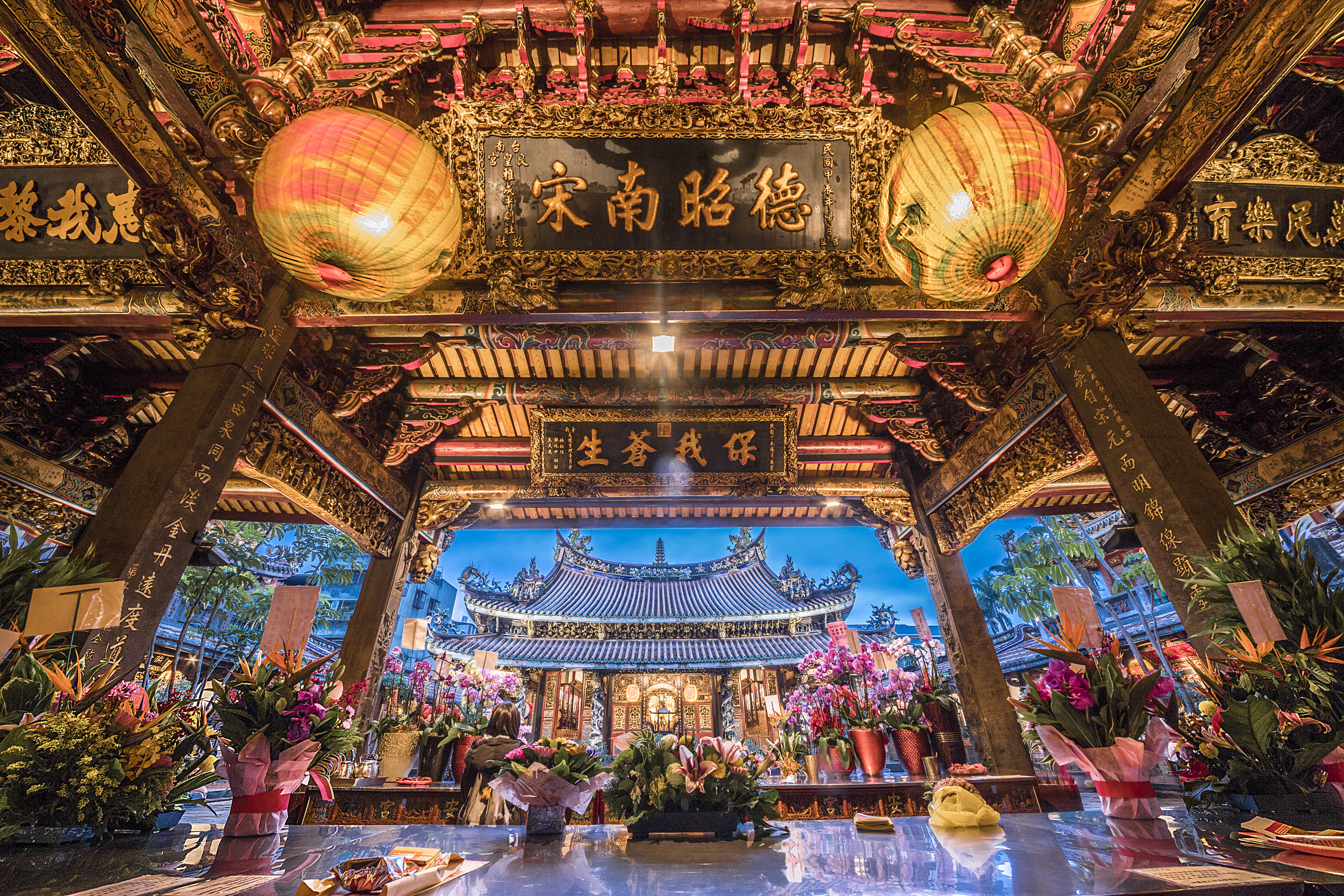
三川殿與正殿

戰後，保安宮被兩百多戶來臺灣的軍眷占住十八年。1951年，黃贊鈞主持成立臨時重整委員會，會商自正殿至後殿逐步整修，但他1957年就去世，臨時重整委員會改組為管理委員會，由林拱辰擔任主委。1961年，林拱辰獨捐新台幣十五萬元倡導在宮前的一千多坪土地建設立公園，由台北市政府補助十四萬元。同年，時任林拱辰主委等人開始整頓宮務，再加上臺北市政府補助的五十萬元，終於1966年將占住戶全體遷走、拆除全部違建。
之後，學建築的呂學輝規劃整修事宜，許多材料和工人都是他出錢出力整修，整修工程不到一年時間就完成。1981年完成凌霄寶殿，同年被政府列定為二級古蹟。1991完成大雄寶殿。1992年冬，圖書館啟用。廟方設有民俗信仰、歷史文化及傳統建築三組讀書會，每月定期在此圖書館舉行聚會交流。

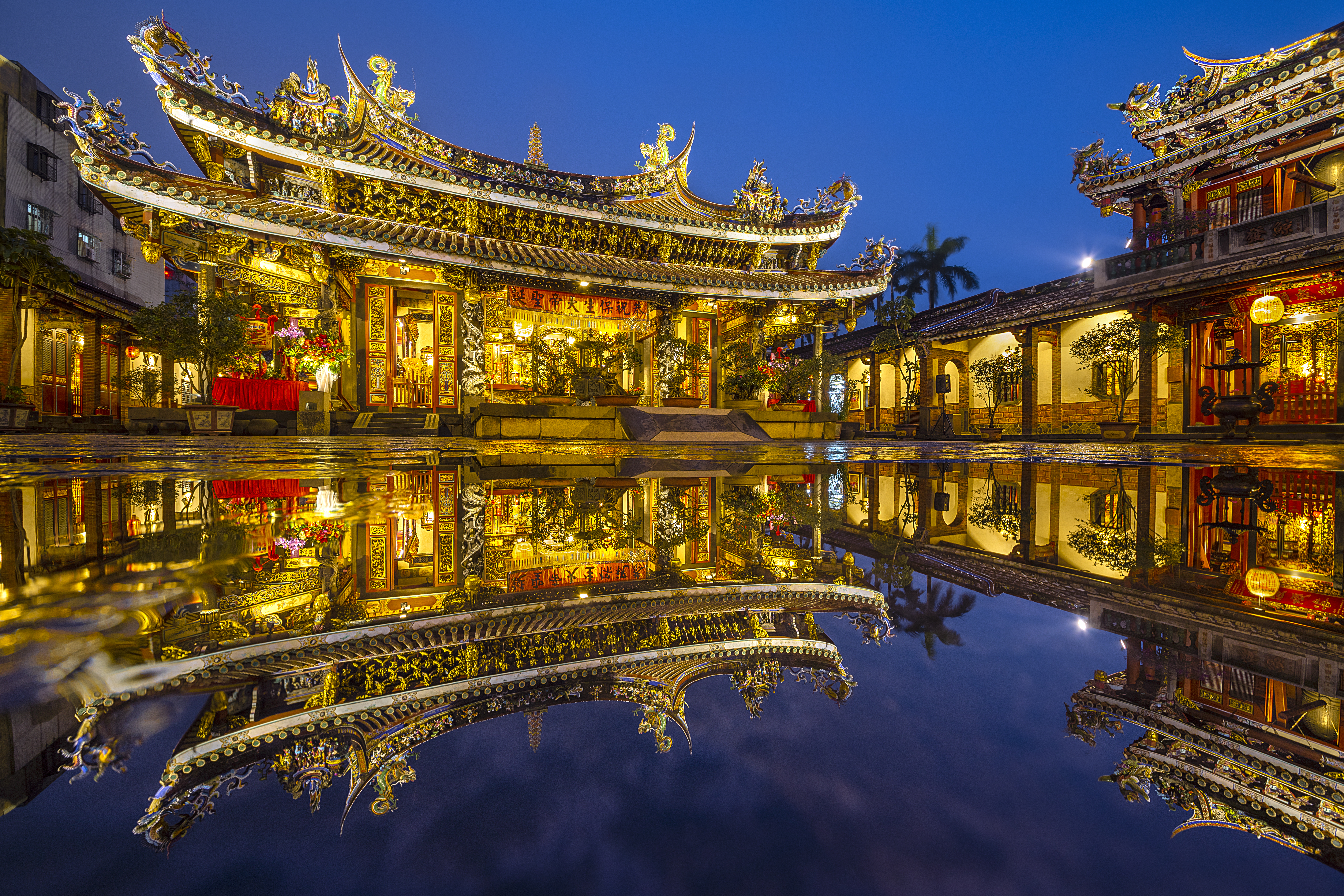
夜景

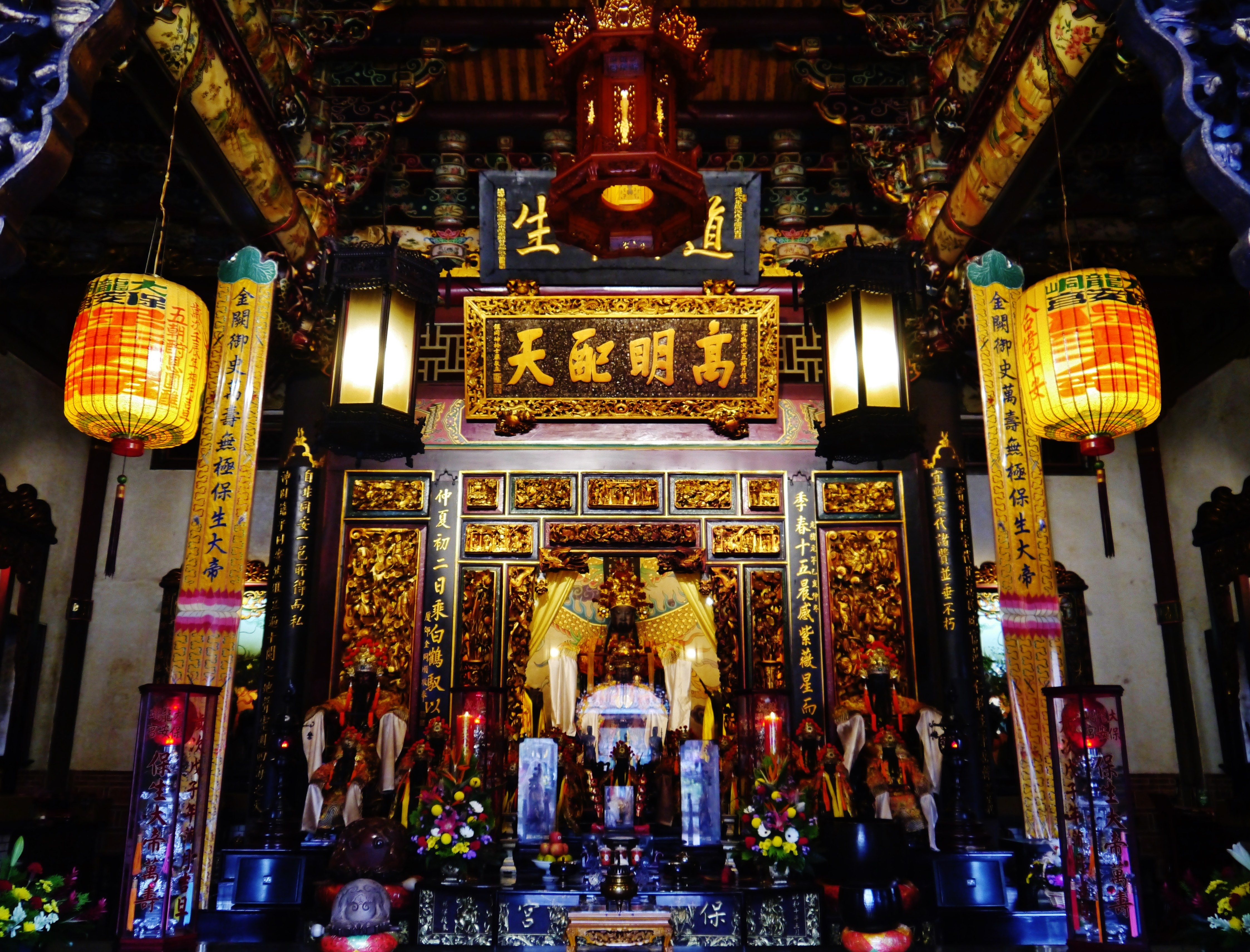
正殿保生大帝寶像

1995年，呂學輝召開董監事會議，決定全面整建保安宮。1月19日，民政局長陳哲男向呂學輝、黃慶堂、林萬、蔡兩傳及廖武治允諾補助維修經費。同年5月25日，舉行修護工程動土典禮，包括內政部長黃昆輝、文建會主委鄭淑敏、台北市長陳水扁與民政局長陳哲男等共同主持，由華梵工學院建築系主任徐裕健負責設計，夏鑄九、薛琴、王鎮華、辛晚教、徐明福、洪文雄等學者專家所組成諮詢委員會。
工程第一期修臨哈密街的三川殿及東西護龍，第二期修正殿及內埕，第三期修後殿，第四期修周邊環境及相關設施。1996年修護時，發現大門三川殿有半數左右的脊樑已遭白蟻蛀蝕，三川殿屋頂恐有塌陷之虞，遂找來日本業者負，進行臺灣首見的防蟻盾除蟲工程。七年修建過程中，整修有各式問題，如木料以人工林木冒充自然林木、付石材訂金卻不給貨、現場無人監管、設計師部分沒設計，由於問題一一浮現，廖武治遂自發主導整個修建工程。因台灣的現代化，部分建材難覓，於是派員赴福建考察，購買福州杉、泉州石雕、石板及晉江紅磚。曾在古蹟界流傳的故事是，保安宮過往的大柱木料是以實測尺寸去定料，導致整批料報廢的荒唐事出現，才讓廖武治決心自行介入修復。 他以幾位匠師接觸的經驗感慨說，台灣民間各角落散佈有不少手藝一流的古蹟修復匠師，但未必名列在內政部提供的名單上，使得部分師傅平時只好當大樓管理員、擺地攤，修復古蹟反而成兼差。廖武治引台大城鄉所過往的資料指出，古蹟修復體制最嚴重乃在學者身兼建築師，互相包庇放水。
2002年初，三川殿、東護室、西護室、後殿、正殿工程已完工，原先拜埕上方雨棚拆除，使得正殿屋宇剪黏翹脊重現於蒼穹之下，煥然一新。耗費兩億六千萬元以在「整舊如舊」原則下重建工程完工後，於2003年6月30日舉行安龍謝土儀式。新加坡天福宮在2002年得到聯合國教科文組織亞太區文物古蹟保護獎後，認為保安宮水準不亞於天福宮，就建議保安宮報名2003年的文化資產保存獎，得獎時聯合國不僅未通知臺灣參加頒獎典禮，到2004年2月才送獎牌到保安宮。
11月12日，文化部公告大龍峒保安宮為國定古蹟。

## 建築設計

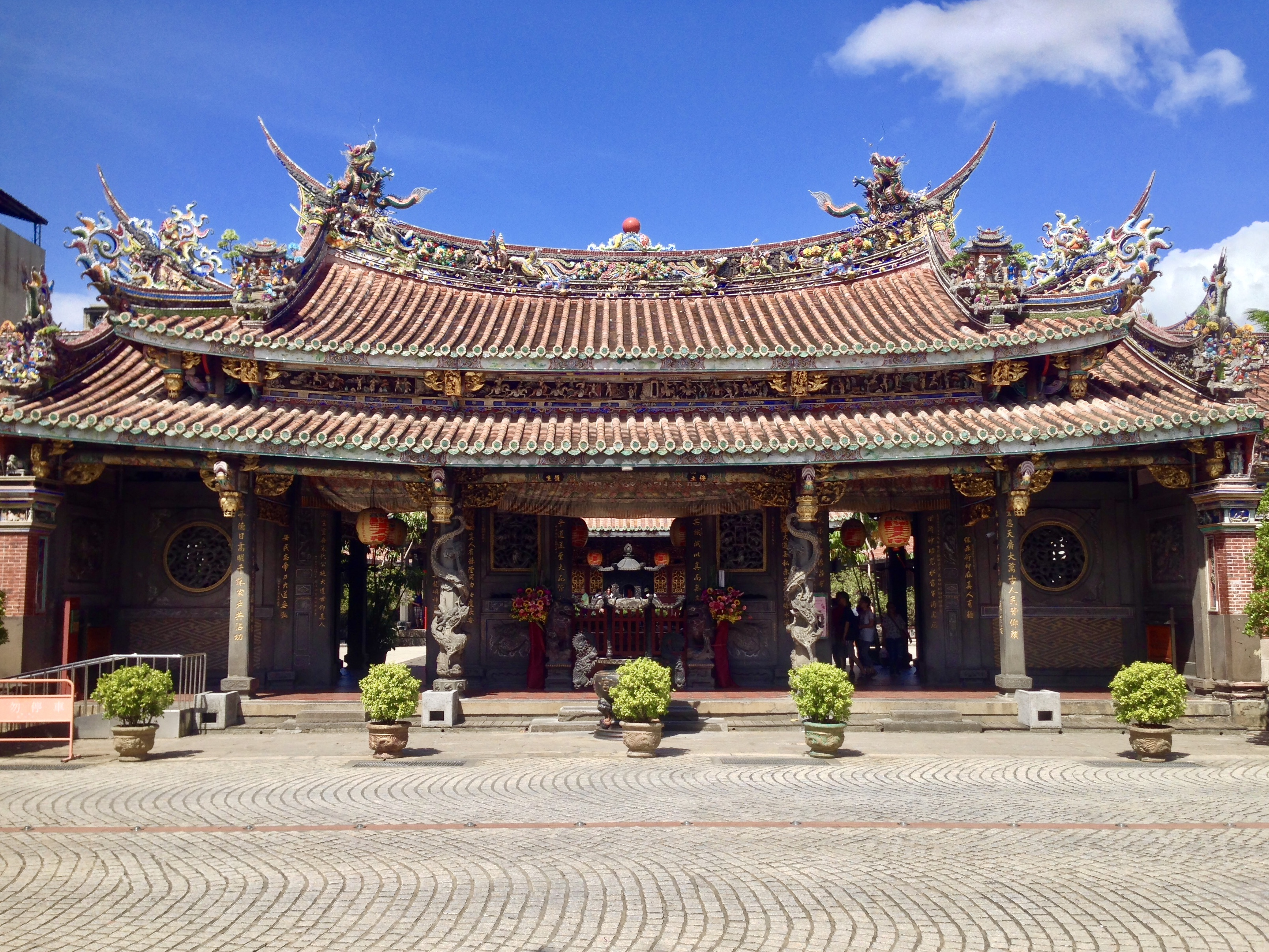
保安宮三川殿
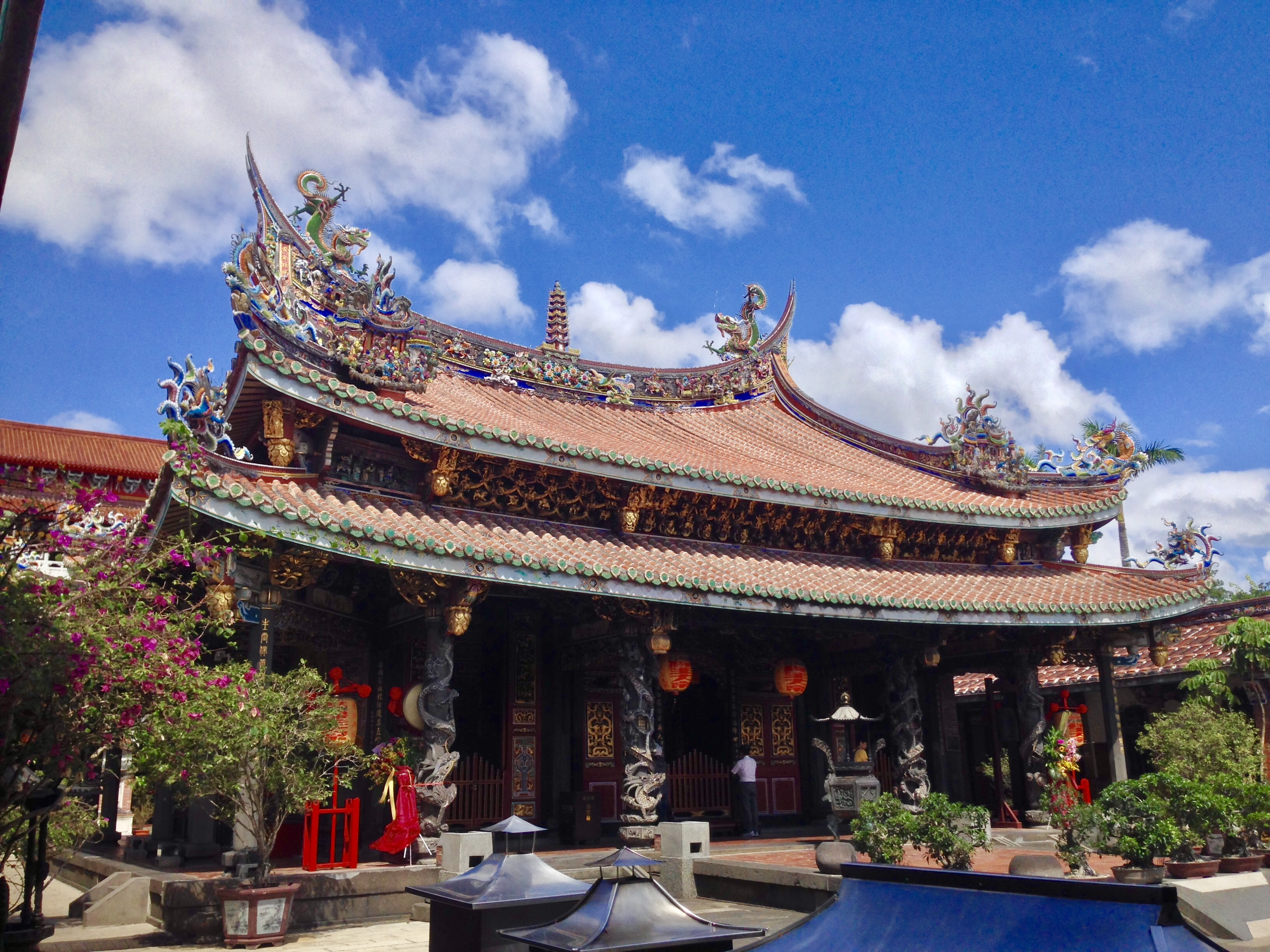
保安宮正殿
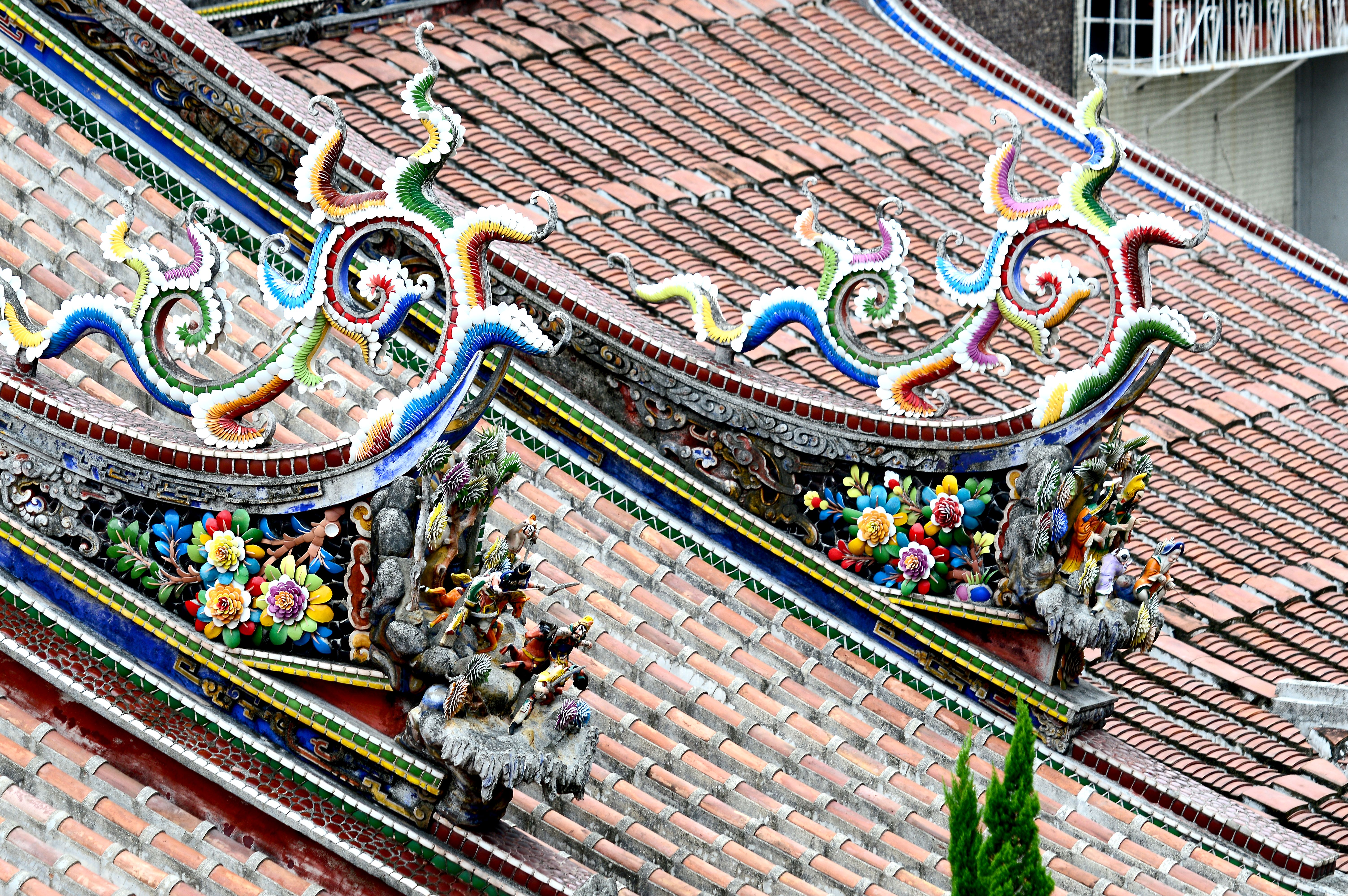
保安宮剪黏藝術

大龍峒保安宮位在臺北孔子廟西側、保安里。廟前原為一排的木造瓦頂的四十四坎店鋪，每一間正好有一進，寬一丈七尺五寸，1959年配合重慶北路三段擴建多數被拆除，1973年市府又拓寬保安宮前，再度拆除四十四坎的其餘店鋪。廟前的小公園設有卍字橋，水池置有金龍一條盤蟠其間。
保安宮建築包括前殿、正殿、後殿所構成，占地面積三千多坪。建築風格偏向漳州風格，是因1917年由漳派名匠掌舵重修時所奠定的格局，無論頂飾上的剪黏、水車堵上的交趾陶、重簷間的吊簡與垂花，皆為廈門匠師作品。剪黏修復時是以傳統糯米製成糯米灰，加入烏糖汁做接著及泥塑材料，捨棄玻璃或壓克力等現代材料，以作到「整舊如舊」效果。乾隆年代之前興建的臺灣寺廟，石材多用中國大陸所產白色花崗石，此廟卻使用同安所產青石與北臺灣開採的觀音山石，因此整體建物呈現深沉穩重而古樸的色調，為起用臺灣石材的最早寺廟之一，象徵廟宇建築的本土化。由於資金無法一次備足，即使寺廟的重要門面，窗子、門與梁柱可能都分屬不同時期建造，例如大門的窗戶與梁柱建造年代就相差三年。重建保安宮時，委請大木作師陳應彬和郭塔對場作，郭塔因為被判定敗北，在樑柱上留下「好工手不補接」、「假獅破真獅」，意思是老師傅的工藝不見得比年輕師傅的工藝優秀。宮中的古聯古匾保存猶多，如陳維英所寫的楹聯。廟內也保有不少清代將軍餽贈的匾額，因過去軍官若被派駐來臺，渡海多災、又需適應島國氣候，離開時感念神恩庇佑，常饋贈匾額致意。
不少臺灣廟宇都加裝鐵窗，廖武治則認為鐵窗與傳統建物扞格，各重要地點因此改設全天候廿四小時運作的閉錄監視系統。不同於一般古蹟寺廟對水電設備不重視，管線雜亂，廟方將水電及消防工程納入古蹟整建工程，供電、供水、中央空調、消防、監控等管線全面地下化。
第一進為五開間的三川殿、左右各三開間的龍虎門，共寬達十一開間。大門入口的二石獅之所以雌雄均開口，據說是工匠把不小心都雕成開口，因深知理虧，工錢也不敢收。殿前有上往下纏繞的八角蟠龍柱，為嘉慶年間作，是此廟現存的最早石雕。三川殿的東山門氣窗處曾藏有十餘本帳冊，到1990年整修時才發現，為1914年開始登錄，記載廟裡採買每一項物品的數量、單價，由於當時的主事者都以閩南語紀錄，可看到「豆油」（醬油）、「番仔火」（火柴）等文字。 

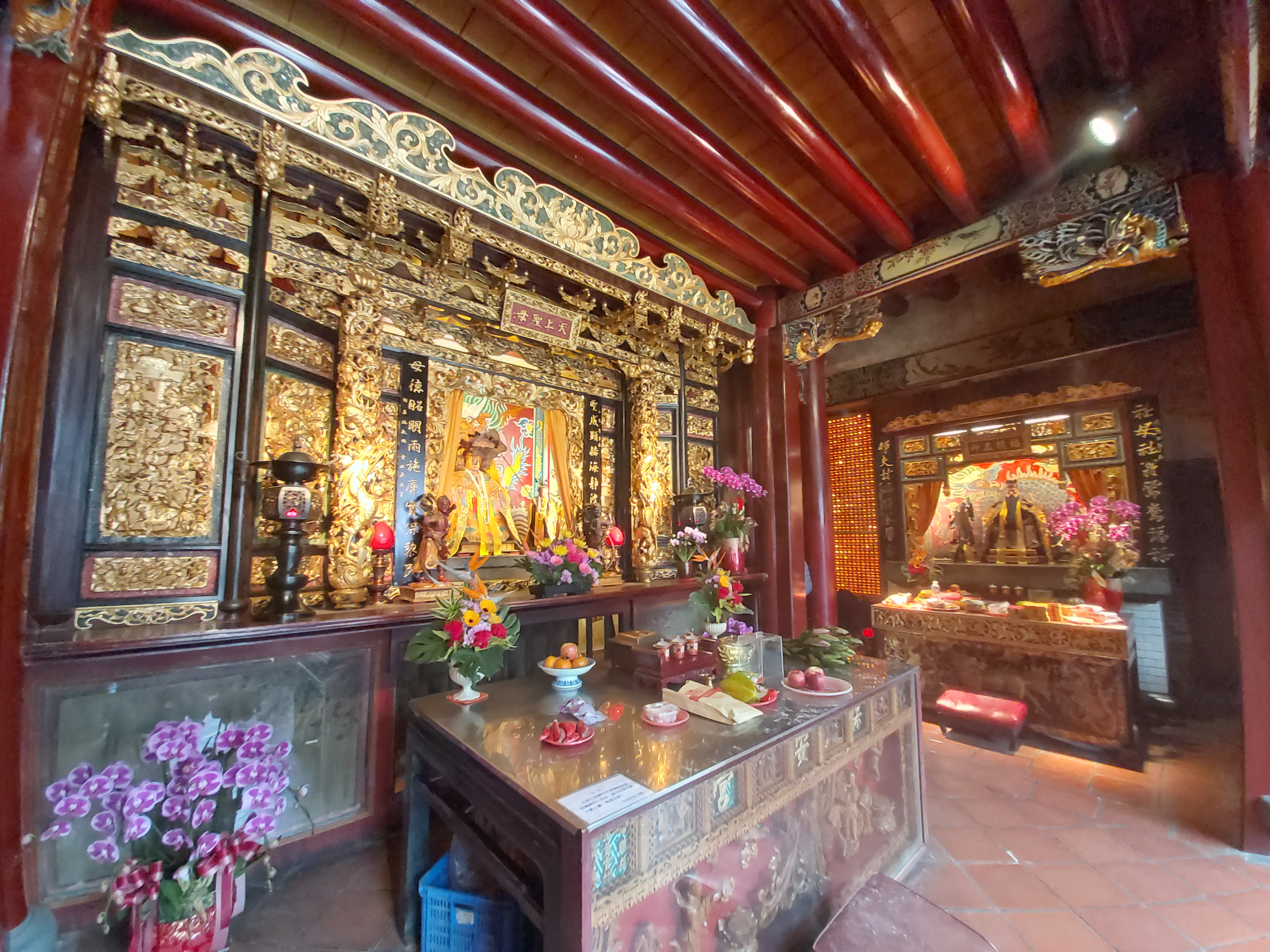
天上聖母殿

東邊鐘樓柱子與西邊鼓樓柱子，因為對場作，呈現不對稱。西廡鼓樓祭祀註生娘娘，其下配祀池頭夫人、兩傍配祀十二婆姐。東廡鐘樓祭祀天上聖母，配祀福德正神、其下配祀虎爺。另有太歲廳供奉值年太歲、和華樂社社館「武英殿」祭祀西秦王爺與田都元帥，配祀黃元帥和李將軍神將後來該軒社搬遷離開保安宮，原本的位置給德樂軒當社館，祭祀西秦王爺與田都元帥，配祀楊元帥和中壇元帥神將。

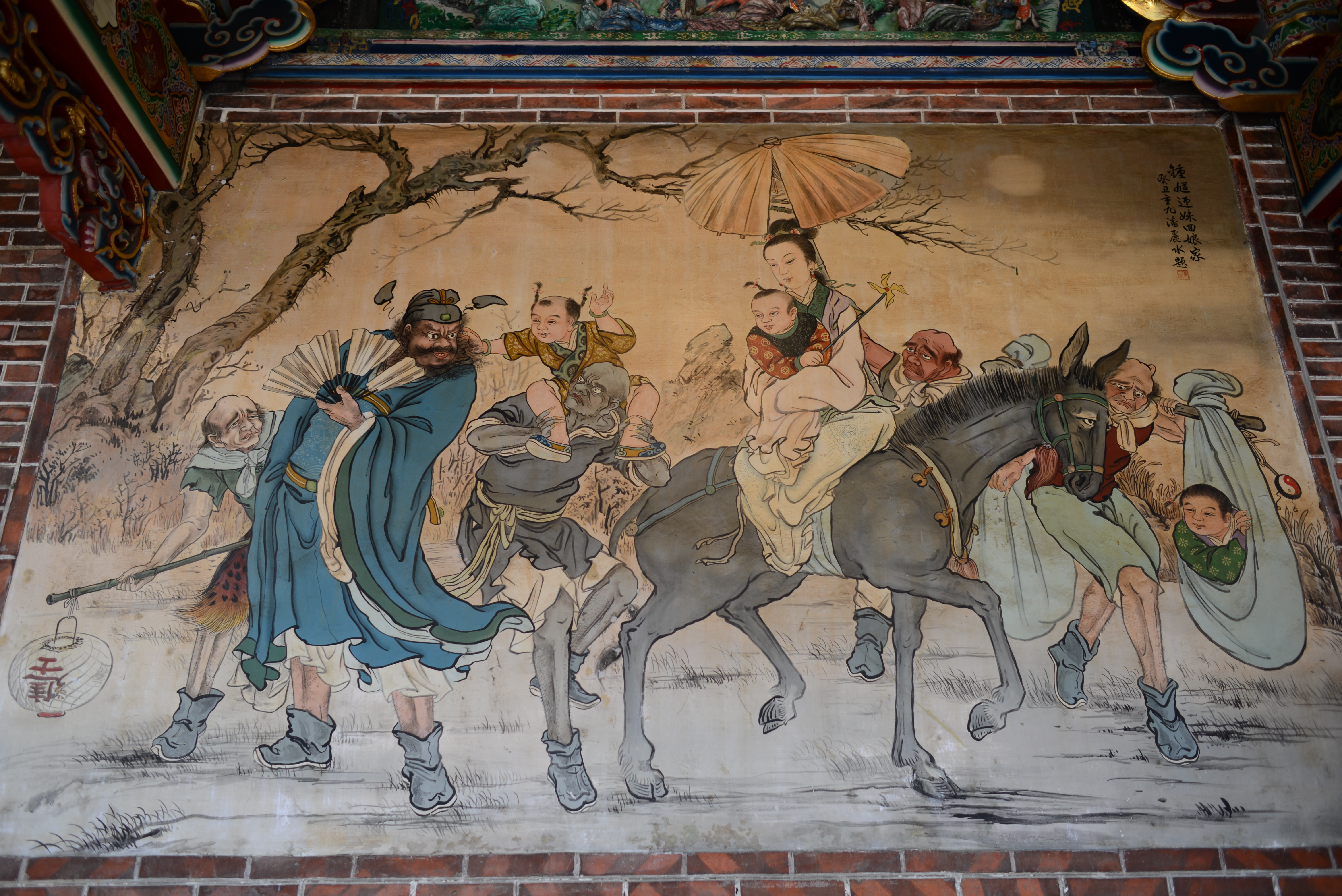
鍾馗迎妹回娘家
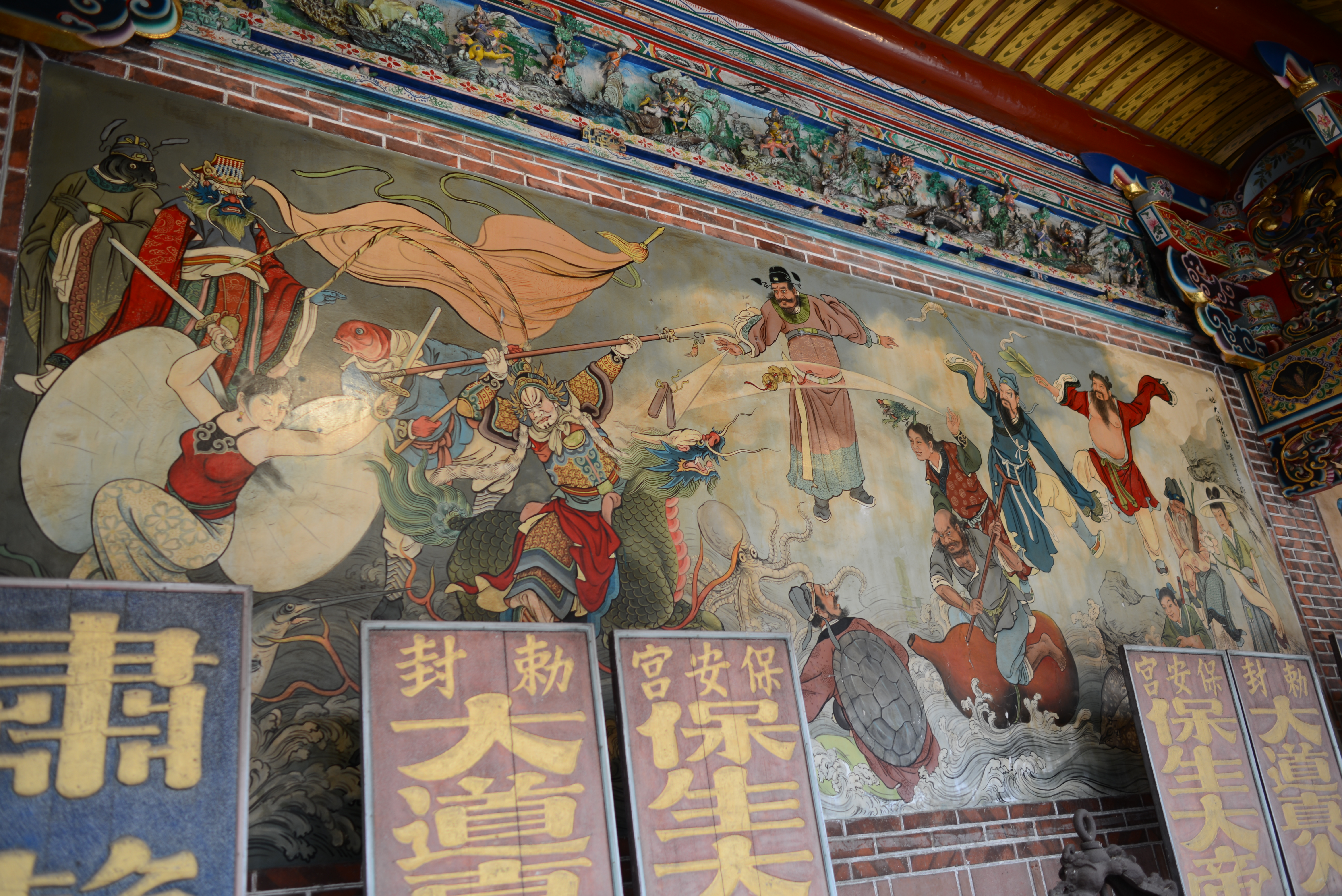
八仙大鬧東海
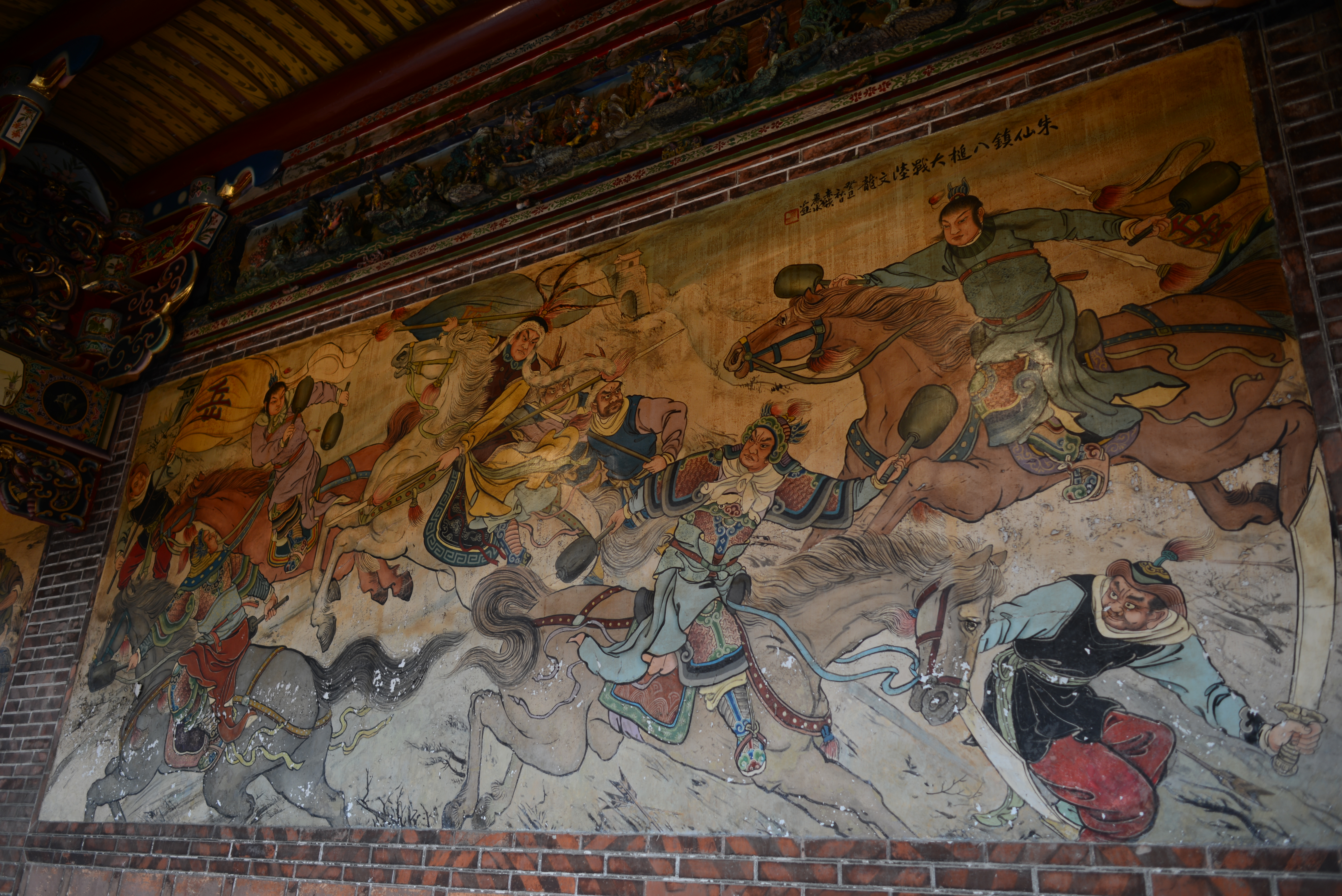
朱仙鎮八槌大戰陸文龍
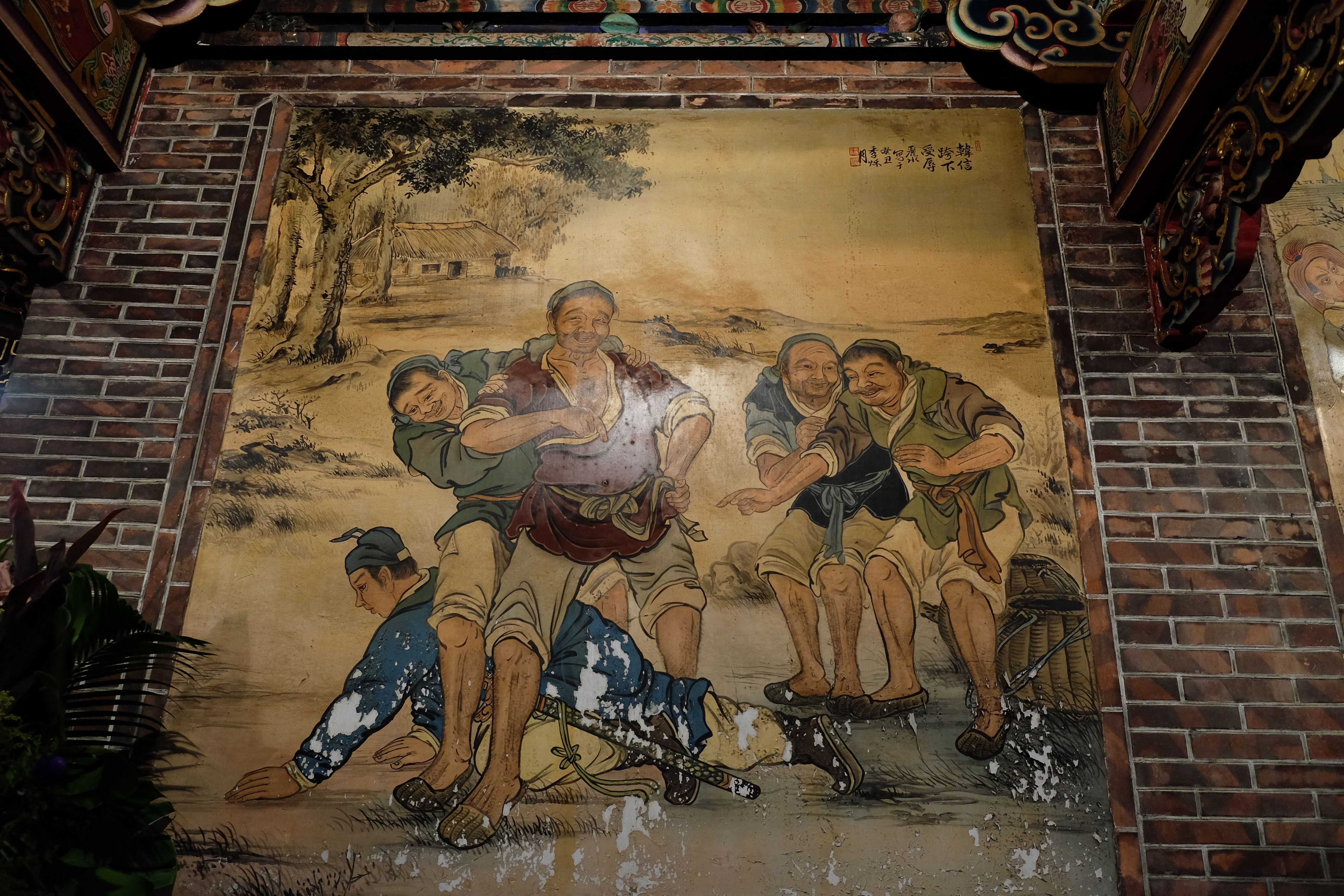
韓信胯下受辱

正殿外牆迴廊壁畫為潘麗水所作，題材包括木蘭代父從軍、鍾馗迎妹回娘家、八仙大鬧東海及三英戰呂布等。屋簷間，原本設計在八仙浮雕刻寫「八仙大鬧東海」，對場先完成的郭塔先刻「鬧東海」，後完工的陳應彬卻認為人物雕刻已經傳達故事情節，不需要另外刻字，故成了今日徒留「鬧東海」三字。殿內牆交趾陶出自洪坤福之手，龍虎垛保存極為完整且有落款。殿內的保生大帝開基神像為乾隆時從淡水河口運來。鎮殿神像因排行第三，俗稱「三帝」、亦曰「三祖」，為軟身神像。兩側配祀之三十六尊官將是道光九年（1829年）保安宮重建時，請泉州派師傅許嚴雕刻，呈現漆線木雕的風格。神像左側神龕從祀殷元帥與岳元帥，右側從祀康元帥和趙元帥。

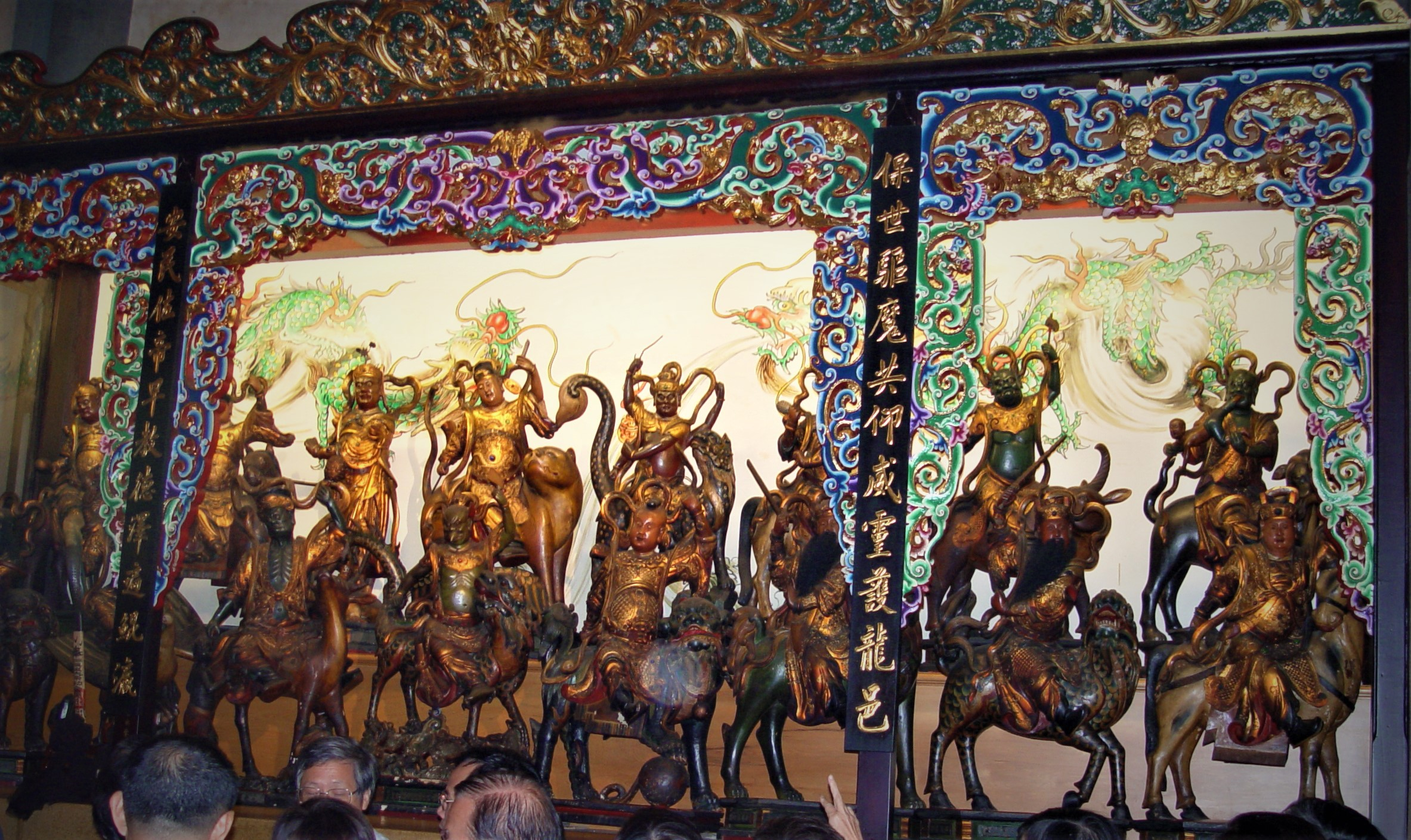
三十六官將

藥籤計有內科藥方一百廿首、小兒科藥方廿六首、外科藥方卅六首，出自《傷寒論》、《金匱要略》、《濟生方》、《小兒藥證直生方》，廟方1995、1996年間將藥籤處方給北京中医药大学教授魯兆麟主持編注，仔細查明每一支藥籤處方的出處、功效及主治病症，分門別類。為配合國際保育，廟方也將古籤中的保育類動物藥材去除，改以其他中藥材代之。

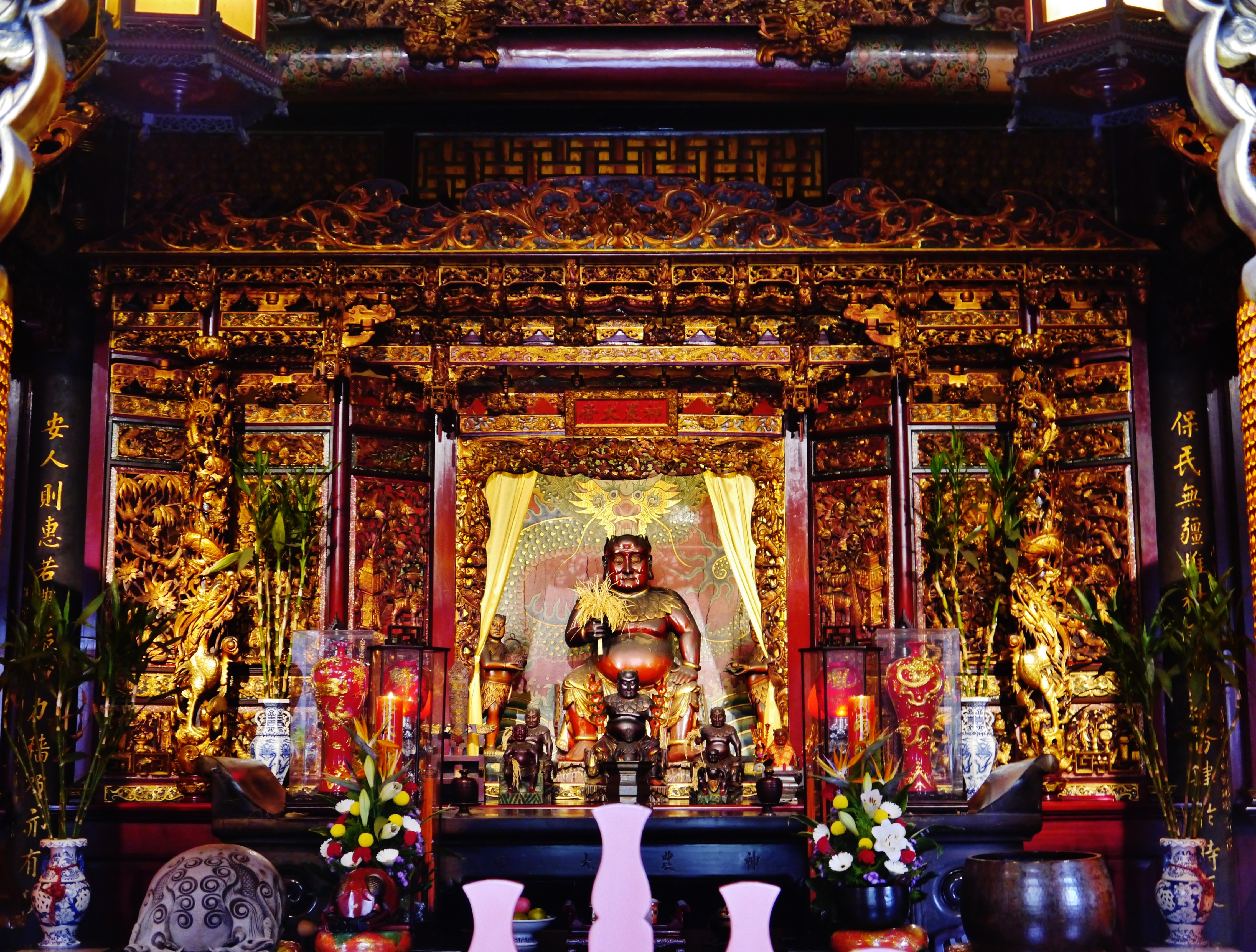
後殿神農大帝寶像

後殿前擺放兩座習字爐，為清治時期習字爐的復原品，見證當年樹人書院歷史。殿內供奉的神農大帝為半裸、著草裙的原始人造型，據說日軍進入時還嚇得以為是《桃太郎》中的「鬼」。後殿曾奉祀媽祖，後遷祀於大稻埕慈聖宮。保恩堂內有一牌位專為分類械鬥犧牲者而設。其餘尚有供奉孔聖夫子、玄天上帝、關聖夫子以及供奉歷代祖師與先賢牌位的保恩堂。

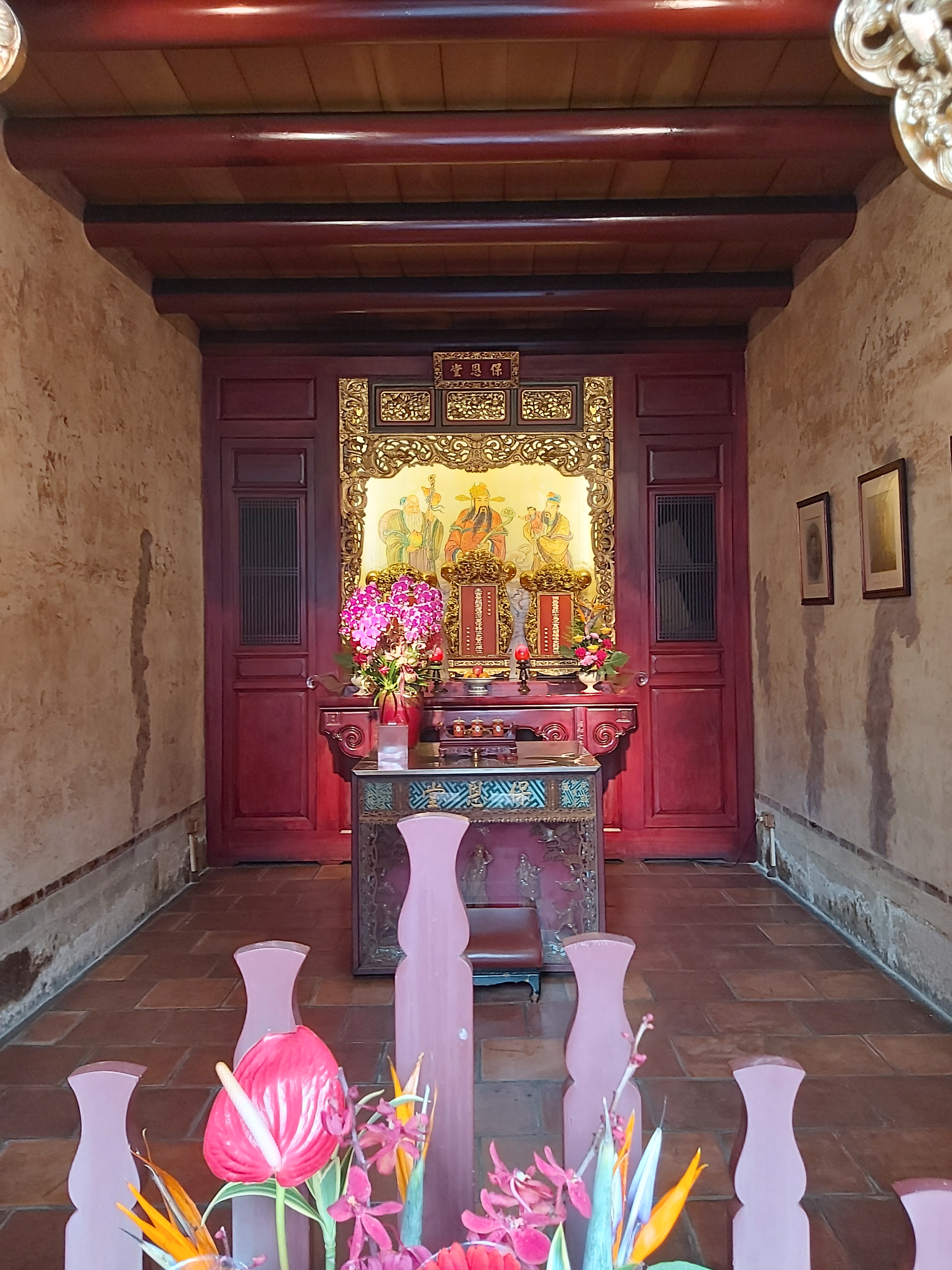
保恩堂
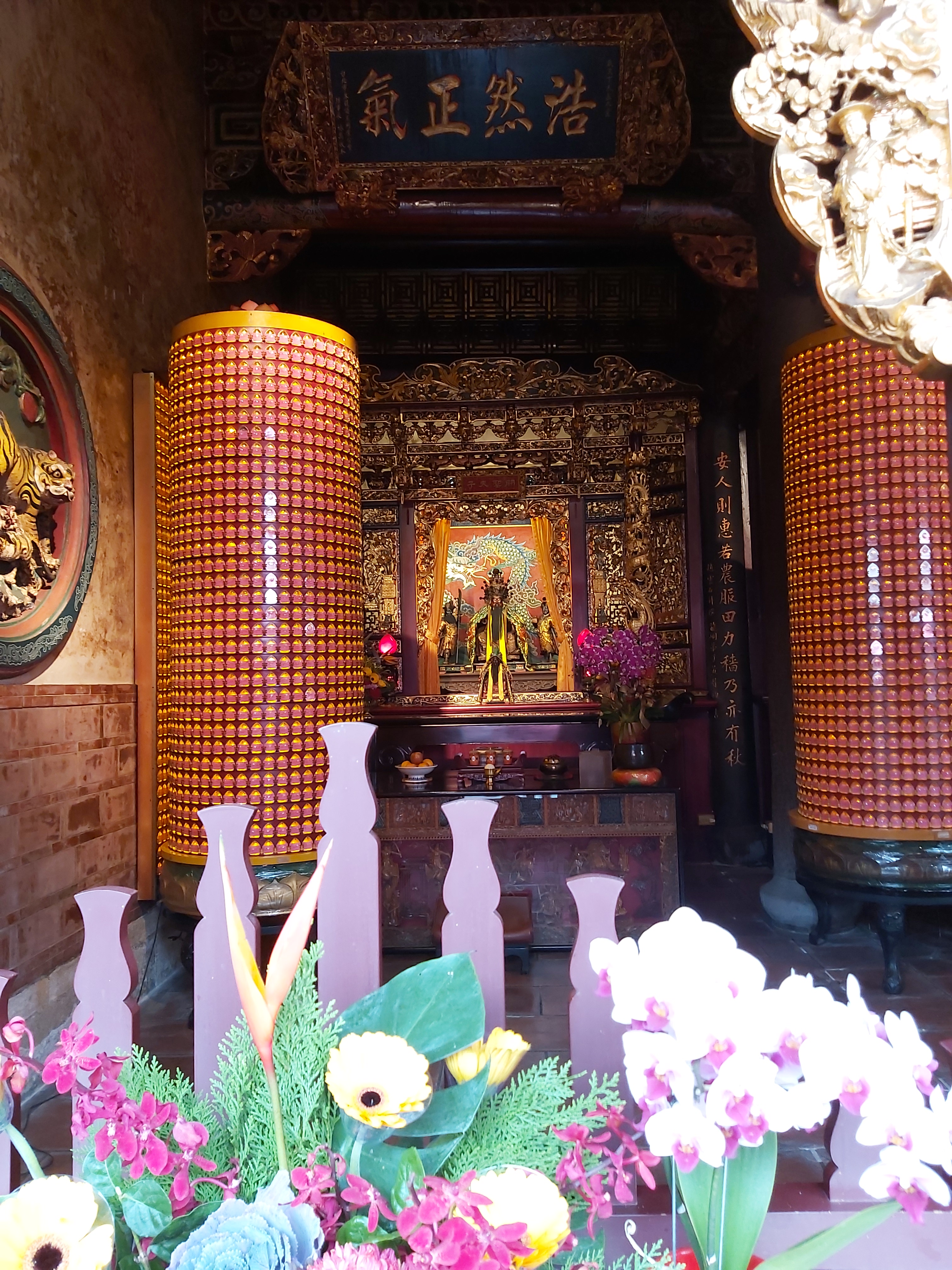
關聖夫子
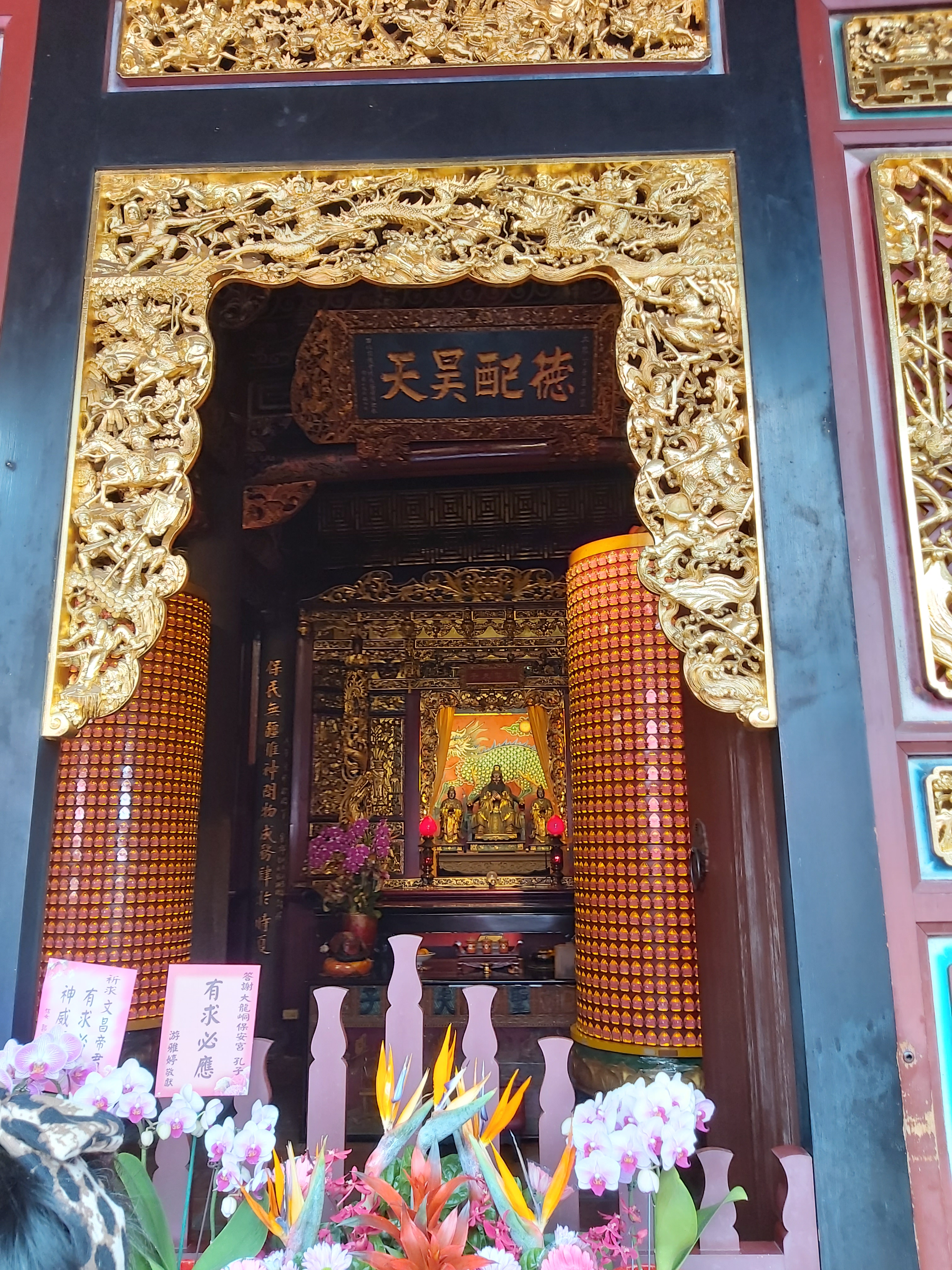
孔聖夫子
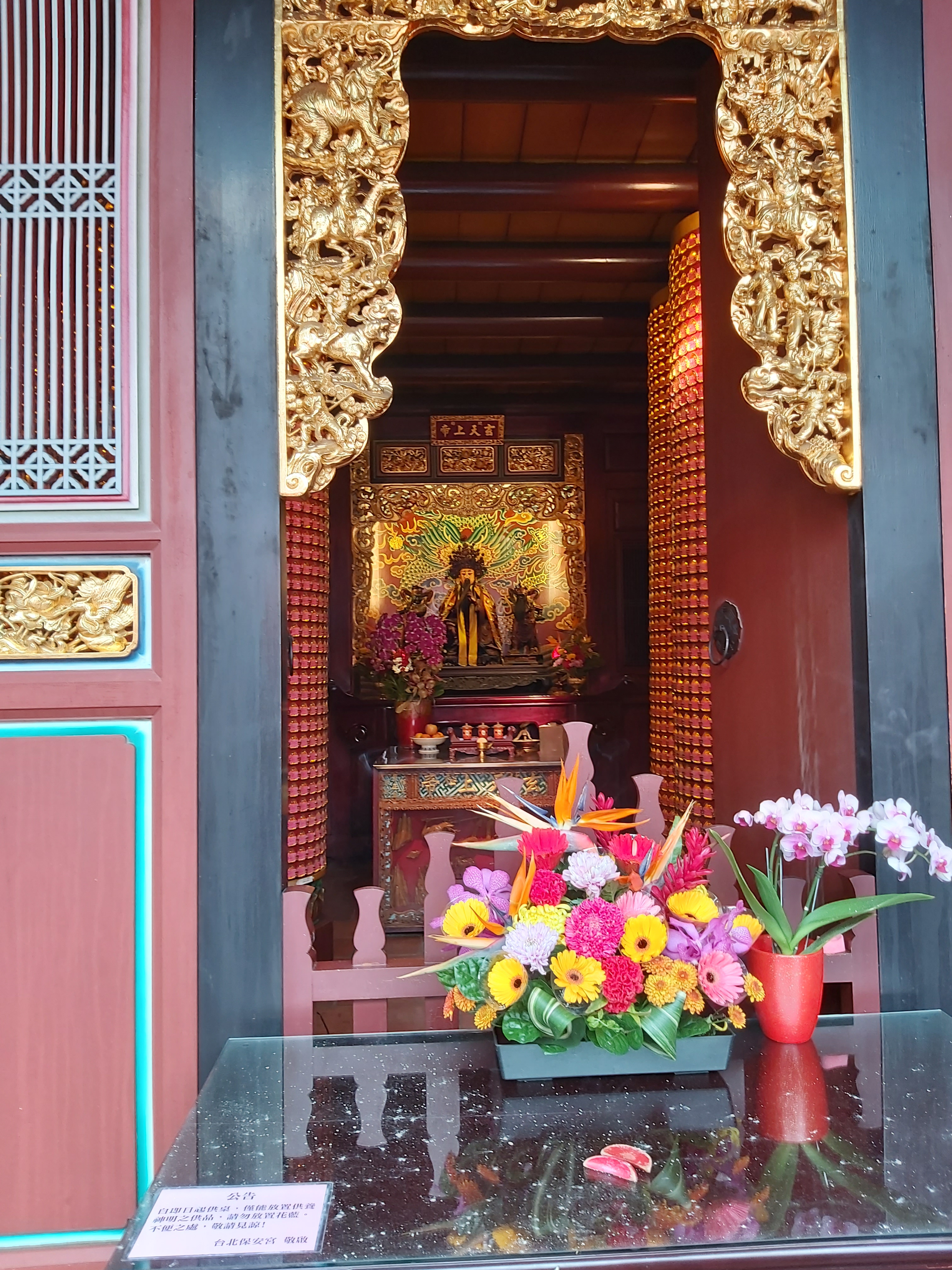
玄天上帝
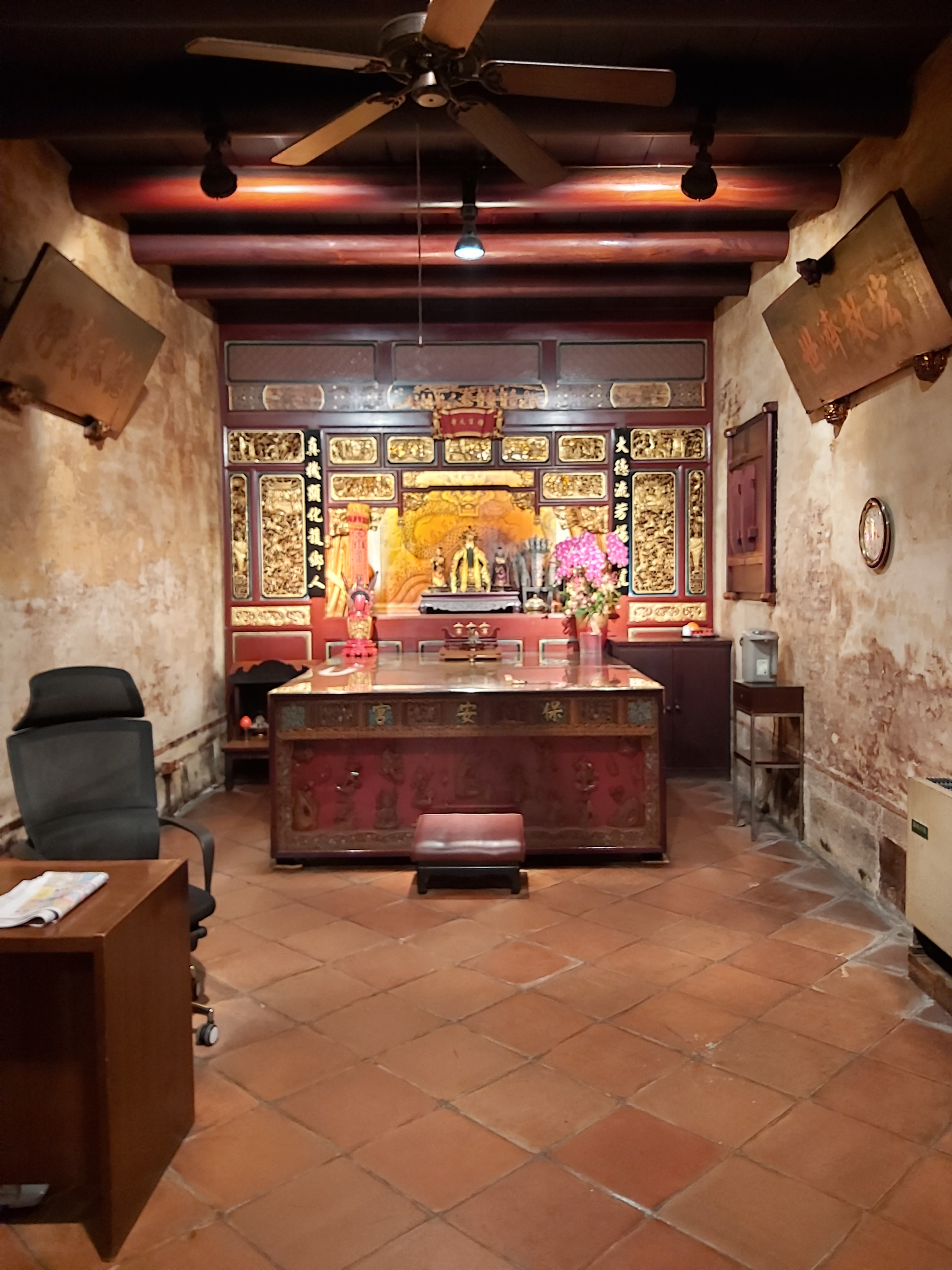
解祭壇

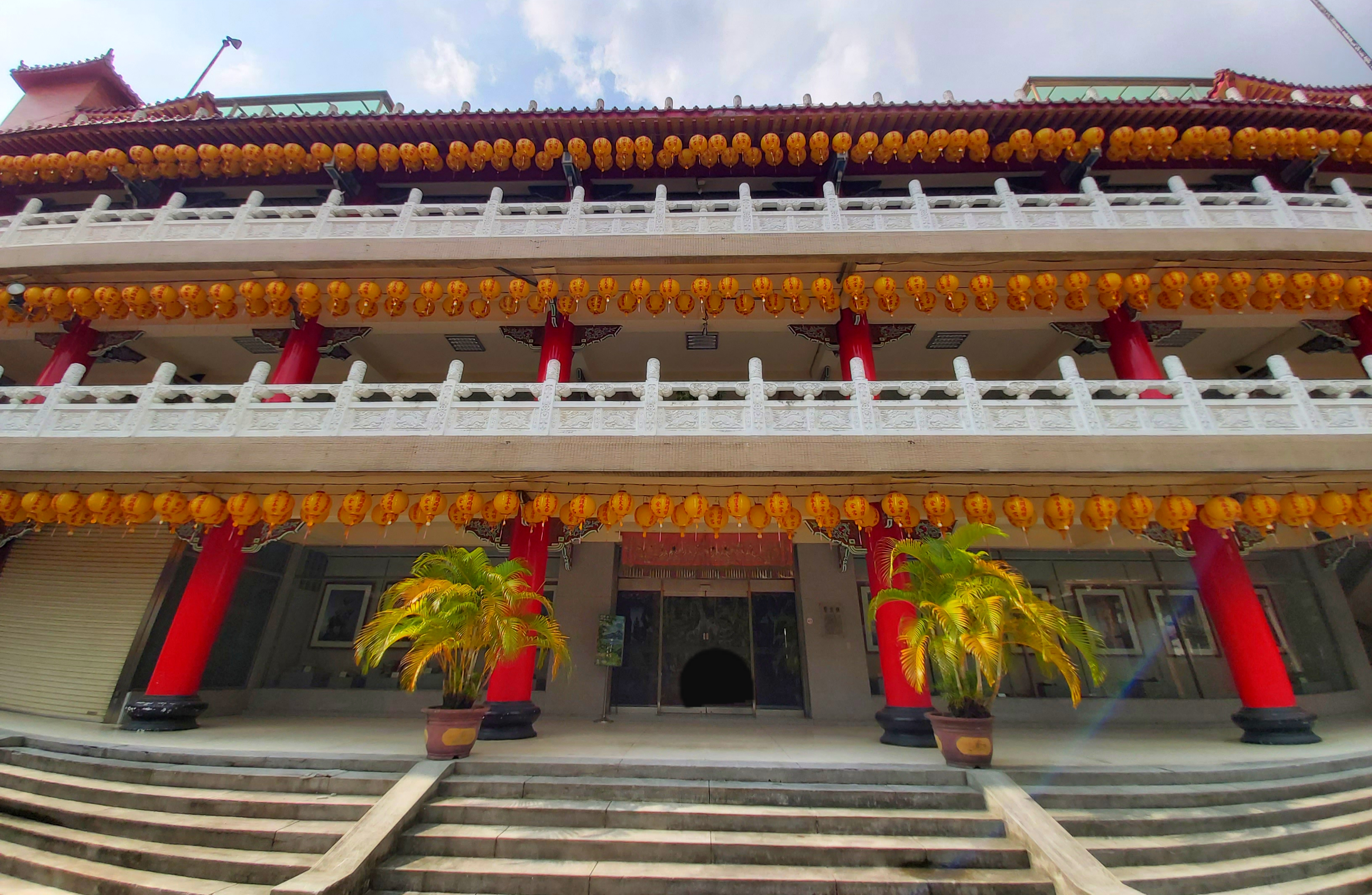
附設圖書館大樓

圖書館大樓3樓的大雄寶殿內奉祀釋迦牟尼佛等三寶佛以及文殊、普賢二菩薩，4樓的凌霄寶殿內主祀玉皇上帝，配祀三官大帝及太陽星君及太陰星君及三恩主、東華帝君、瑤池金母、斗姥元君及五斗星君、九天應元雷聲普化天尊等神祇

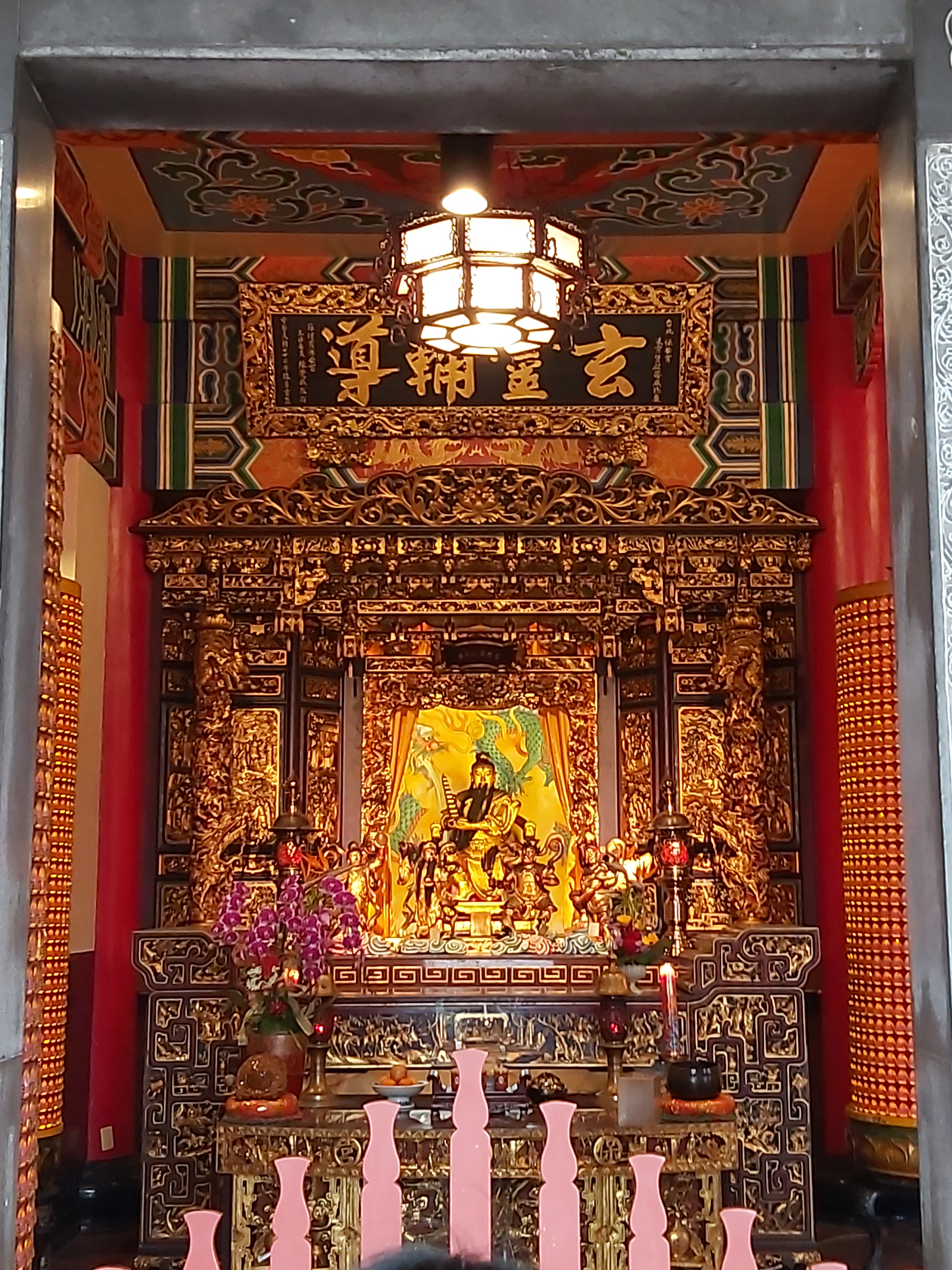
凌霄寶殿雷聲普化天尊
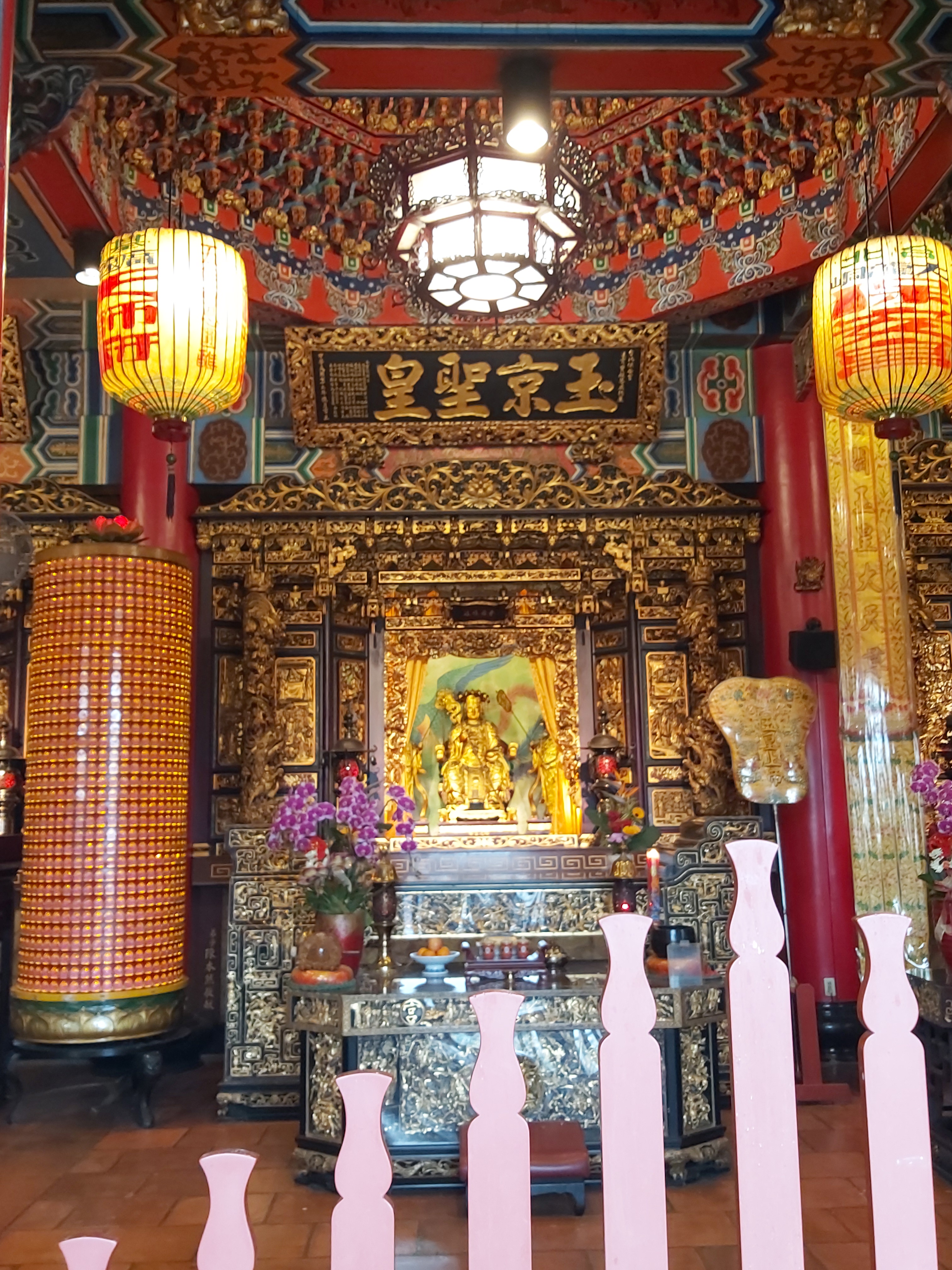
凌霄寶殿瑤池金母
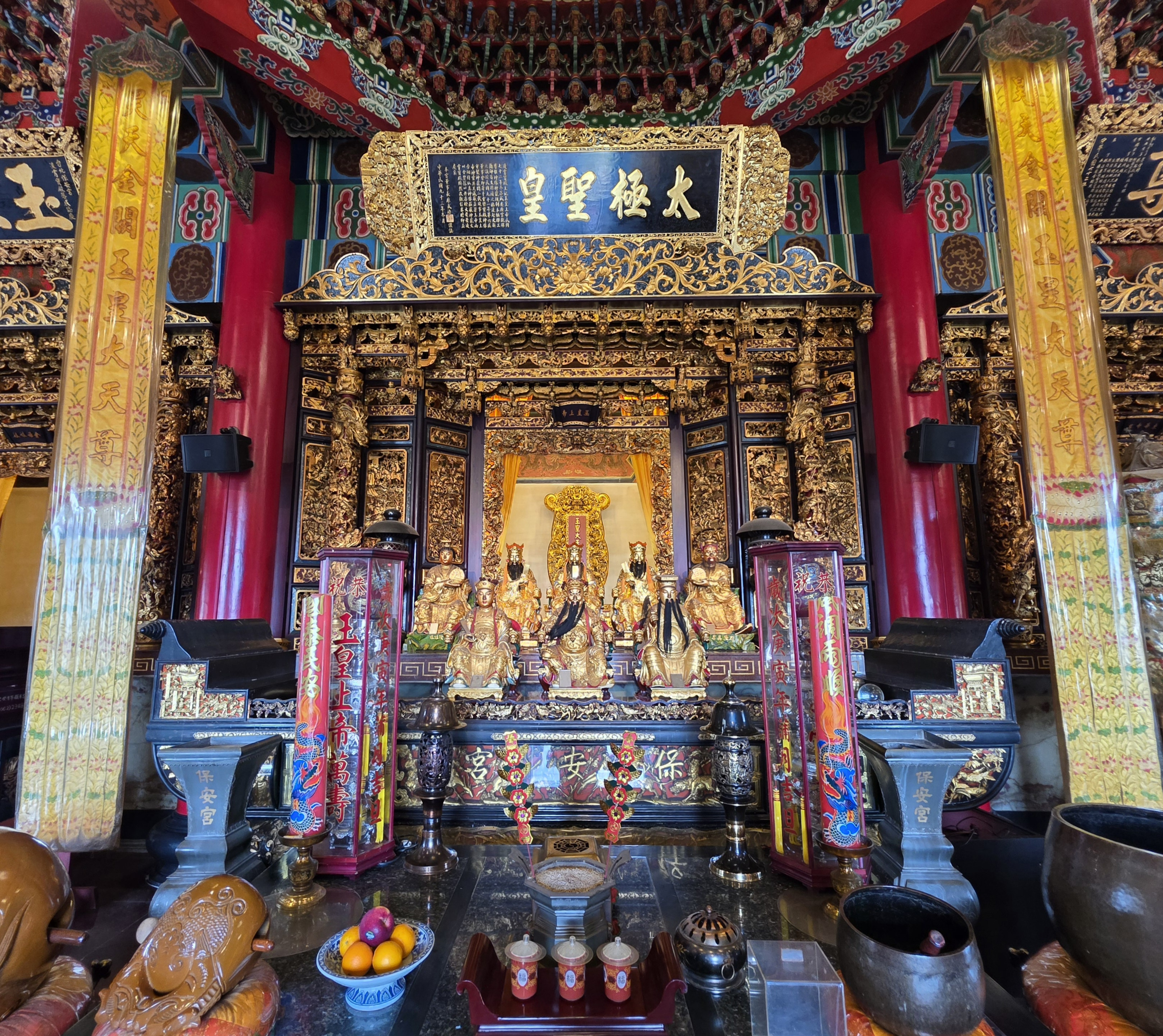
凌霄寶殿玉皇上帝神牌、三官大帝、太陽星君、太陰星君、三恩主
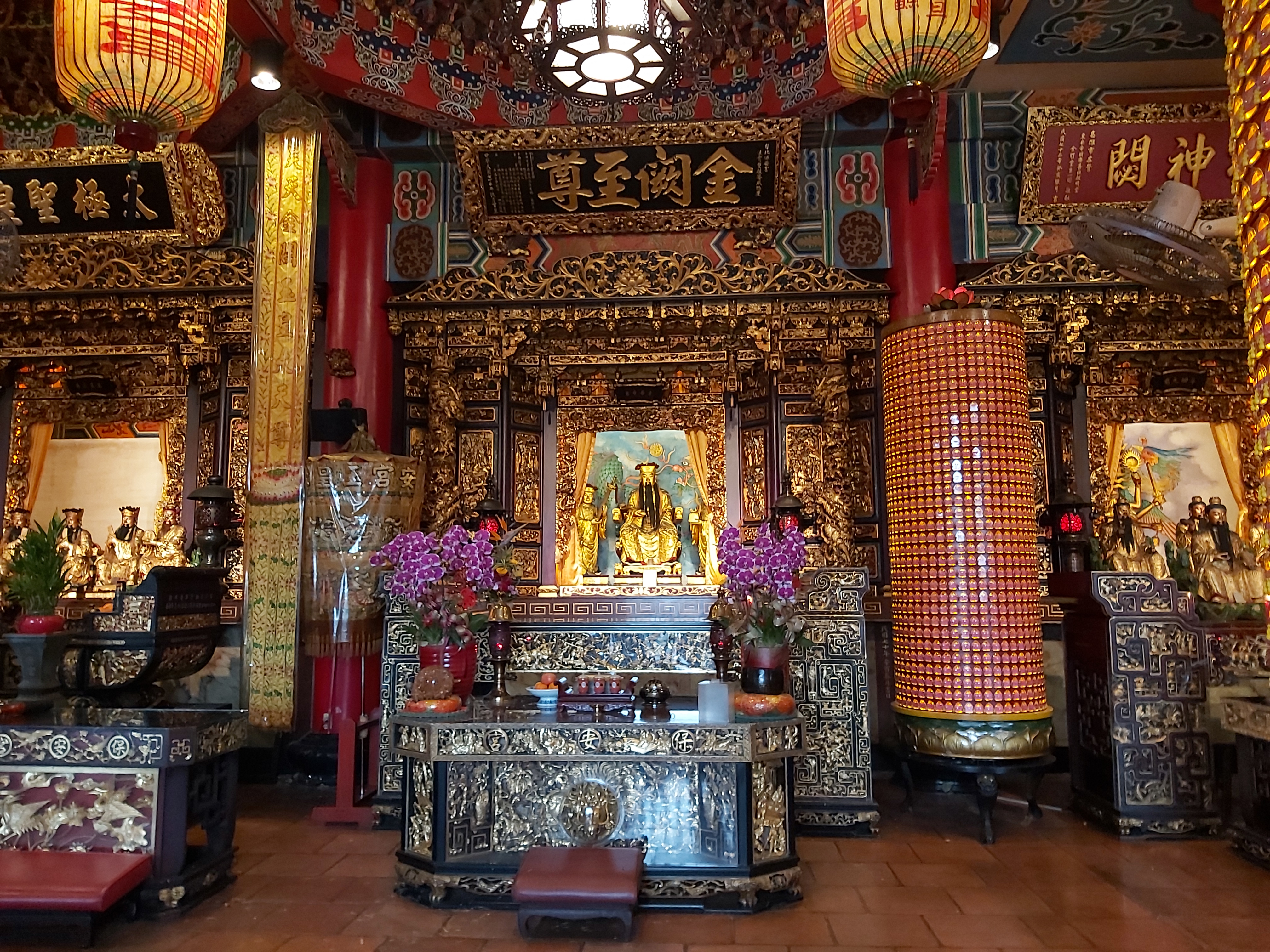
凌霄寶殿東華帝君
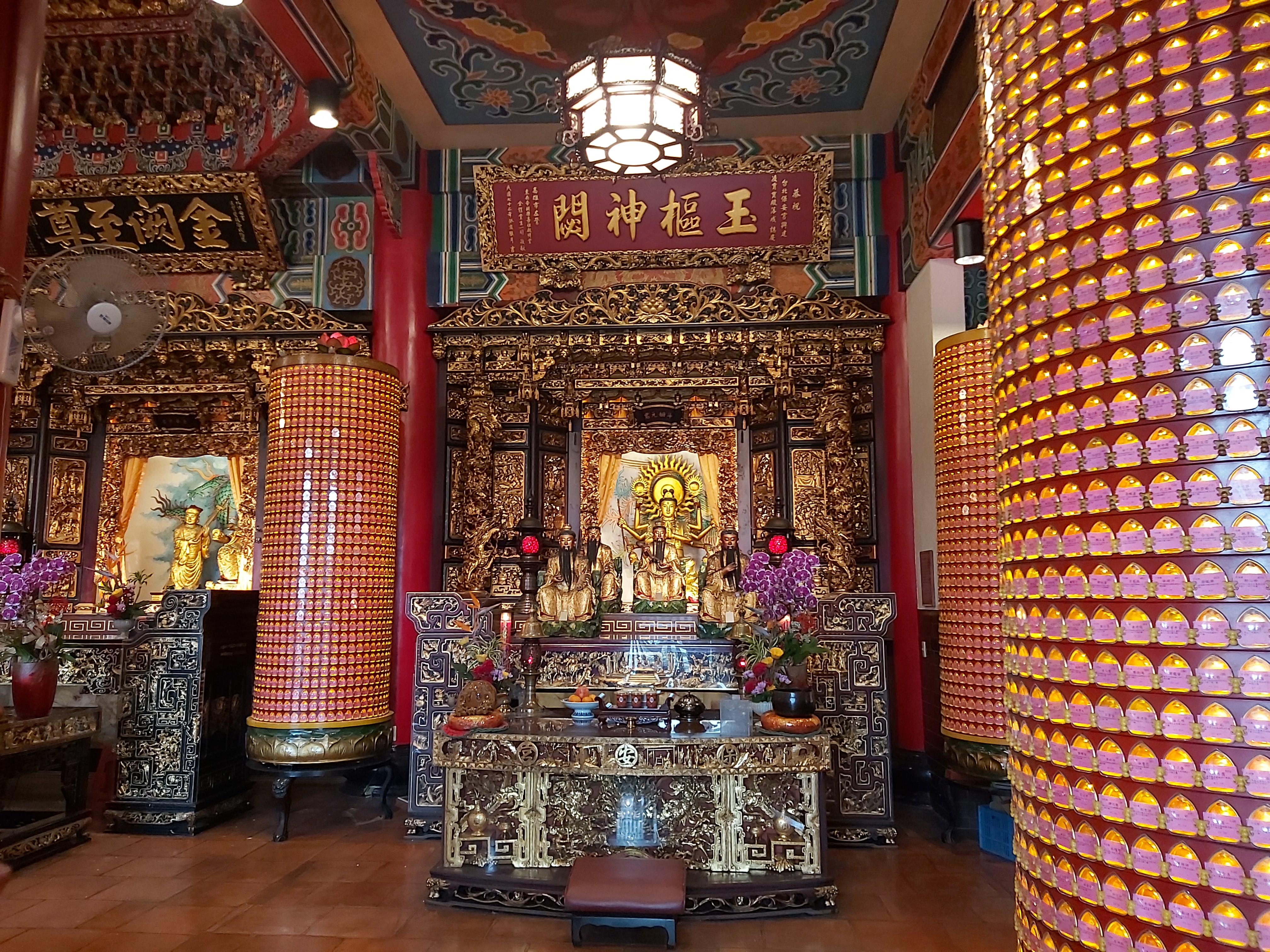
凌霄寶殿斗姥元君及五斗星君
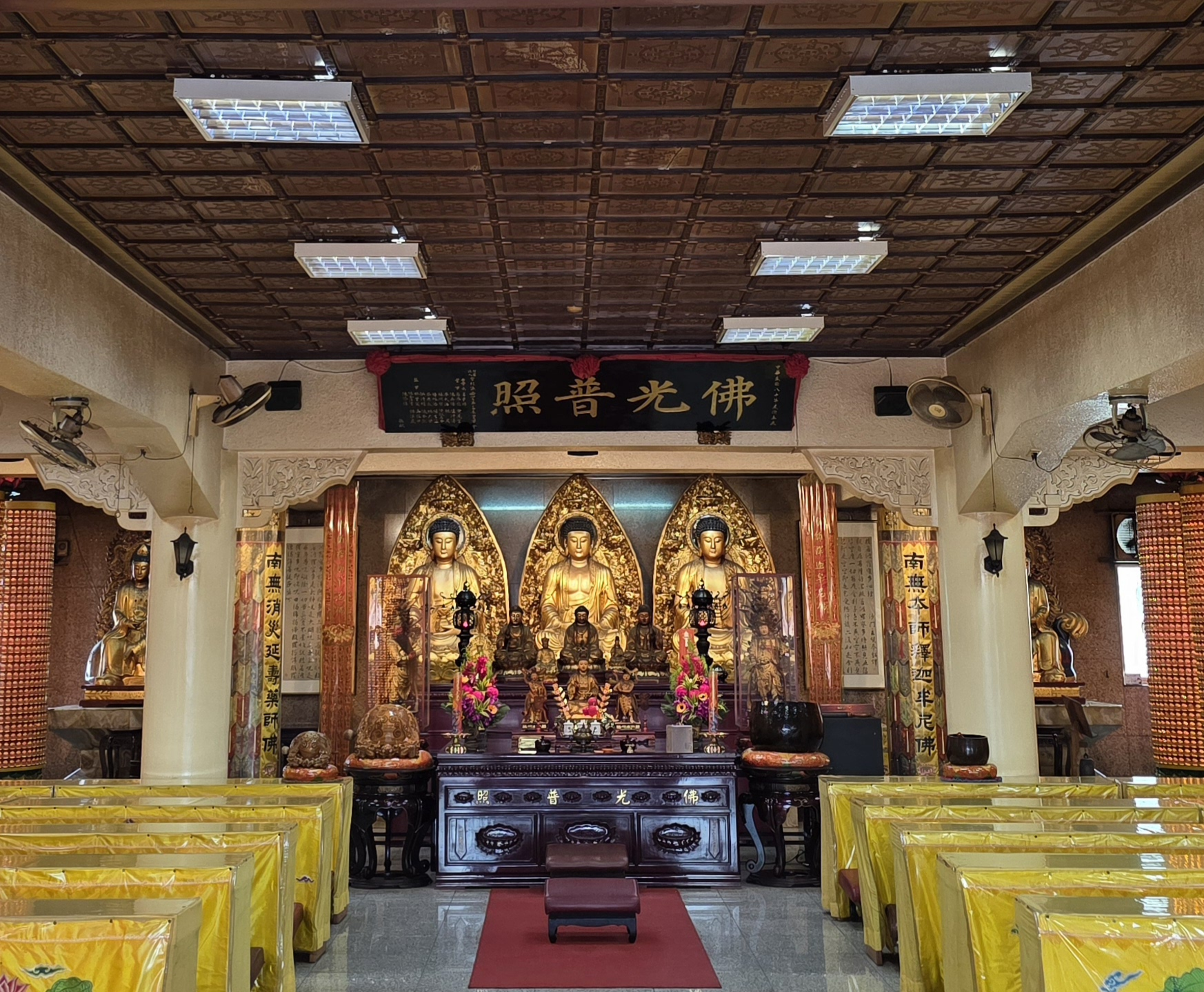
大雄寶殿三寶佛

廟後面原有乞丐寮，係清官府為讓乞丐們過自治生活而設，據說這群乞丐曾集眾之智挽救大龍峒免受械鬥中敵對群眾突襲。

### 平日活動
過去永和的泉州人常渡河至保安宮祭拜，因長途跋涉十分辛苦，地方仕紳遂商議迎香火，建立分香廟永和保福宮。社子島在坤天亭建立前，宗教活動也依附保安宮等大廟。

### 消災法事
參加的民眾在服務台寫好包括生辰的基本資料後，就可以領到廟方備妥的供品，叫做「關限」。供品包括「代身受過」的豬肉，象徵「壓惡」的鴨蛋，以及犒賞四方神靈鬼眾的水酒和豆干。廟方會依照參加者生辰和性別準備其他配備，在一個由厚紙板圍成的小屋子前，一捆紙錢夾著印有男孩或女孩的紙片，象徵參加者性別；放在紙錢上的是張貼有流年相剋物的厚紙板，印有老虎或印著黑狗，代表法師向神明請求的消去的災星：白虎或天狗。此小紙盒子還分為兩種，有束髮小男童的代表太歲，有白綠黃藍紅五個獠牙小鬼的則是五鬼。
領到一整套祭品後，便可以到後殿的解祭廳，請宮內的道士逐一為念疏文病符。前往參加的民眾多半也會家人的隨身衣物來，讓家人也能解厄補運，這時，殿旁的義工便會將刻有「保生大帝」印鑑蓋在那些衣服，連同祭品一同放在殿外桌上。

## 歲時祭儀

### 保生大帝誕辰
過去大同區以保生大帝誕辰農曆三月十五日為統一祭典之日，當天的大道公出巡是台北三大廟會之一。1994年行政院文化建設委員會舉辦全國文藝季活動，保安宮開始第一步的廟會文化轉型，恢復廟會傳統習俗。
農曆三月初五到三月廿八間，同安裔的張、陳、黃、蔡、杜家族大姓，以及眾庄中的連、鄭、王、周、林、李、楊、葉、許、吳，每天輪一姓氏，請戲班演字姓戲。因張姓是地區第一大家族，所以每演必以張姓為首，而吳姓和保安大帝同姓，以吳殿後，亦有尊崇之意。
農曆三月十三，舉行宴王祭，叩謝神明護佑。三月十四，在誕辰的前一天，會有稱為「力士會」的十餘個陣頭遊街，最早相傳是「老祖力士會」和「二祖力士會」，後來香火日盛，也有更多的力士會產生，是昔日大龍峒名聞全台的遊藝節目。
誕辰之夜，會以竹為胎、紙糊為頭、紮上各色蜂炮作成的火獅子，在廟庭燃放，為慶典的壓軸節目。現代在施放前，因廟地位在航道下，都要與松山機場協調，請塔台知會班機避開火獅施放的半小時。舉行此活動歷史已不可考，廖武治表示該活動和驅逐邪魔、瘴厲之氣有關，早期是以竹片編成火獅，送沖天炮等，不過，在日治時代該宮曾拍一套整個廟會活動集錦，但已未發現放火獅活動，顯示失傳多年。1994年，放火獅與家姓戲復辦。由李清榮製作火獅，他在2019年登錄為臺北市文化資產傳統工藝的糊紙工藝保存者。
保生大帝聖誕當天舉行三獻禮儀式，三通鼓後正式展開迎神及上香，由保安宮合唱團唱靈應讚，行初獻禮、恭讀祝文、行亞獻禮、行終獻禮、望燎後禮成。

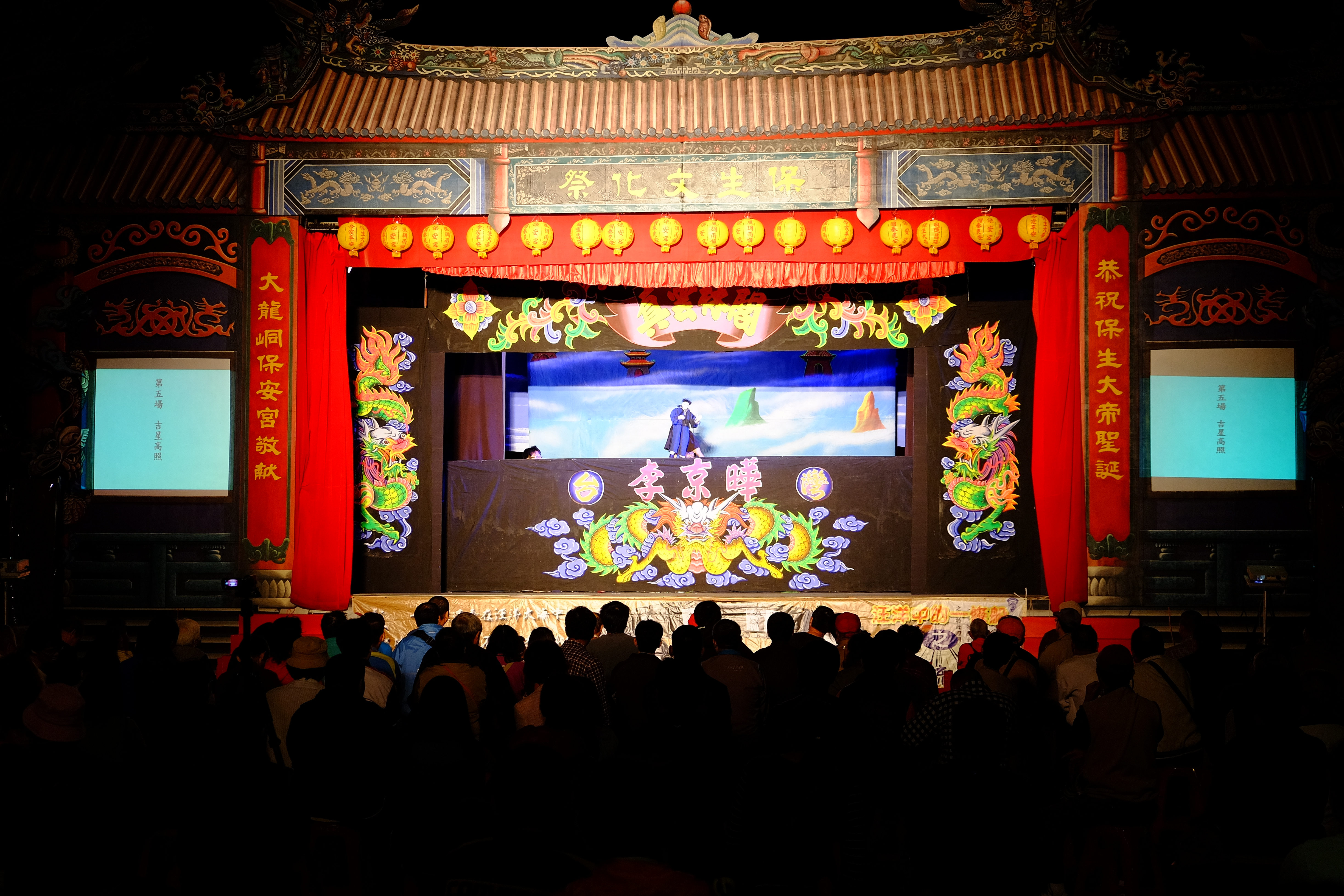
保生文化祭家姓戲
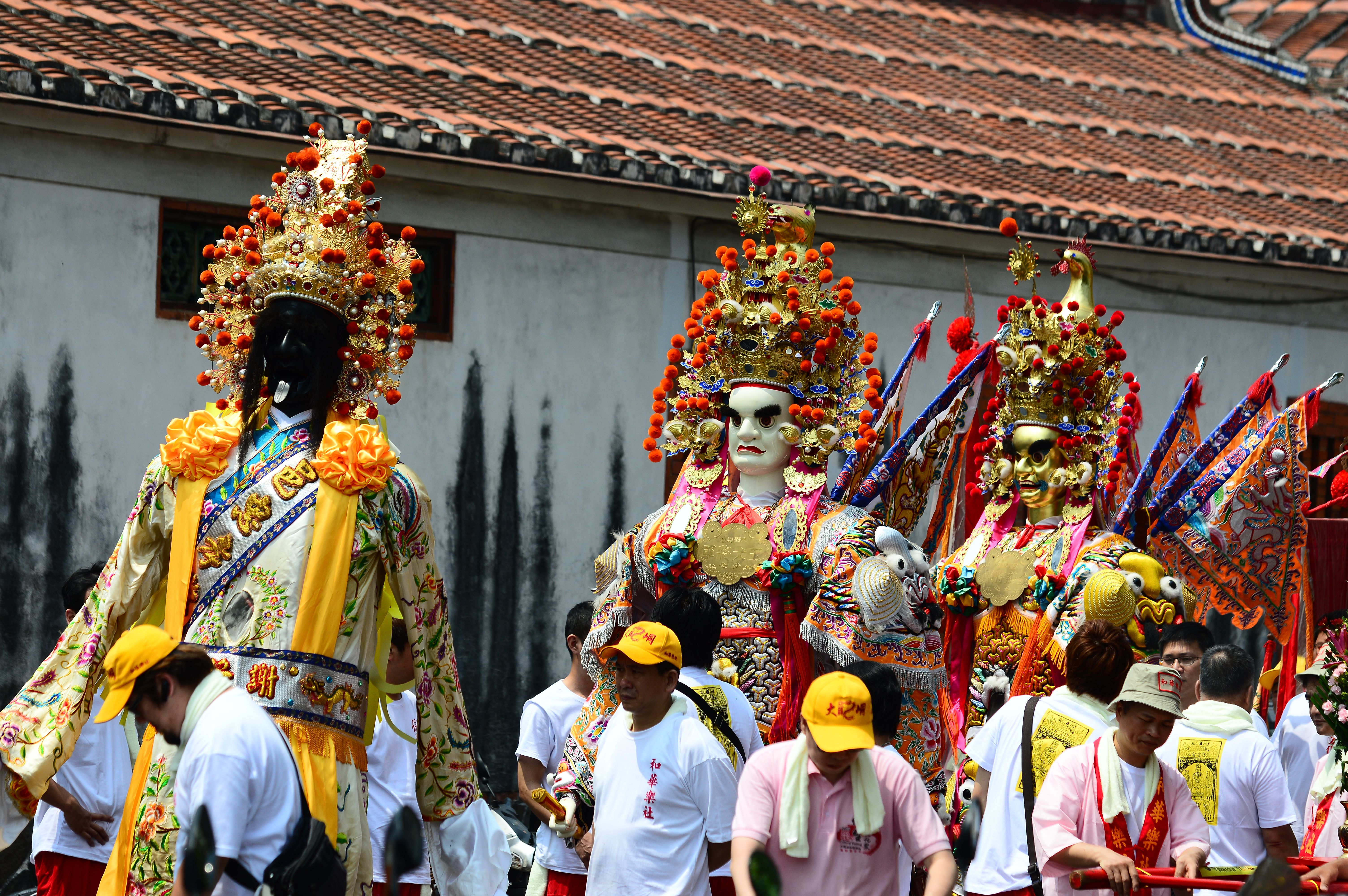
保安宮遶境
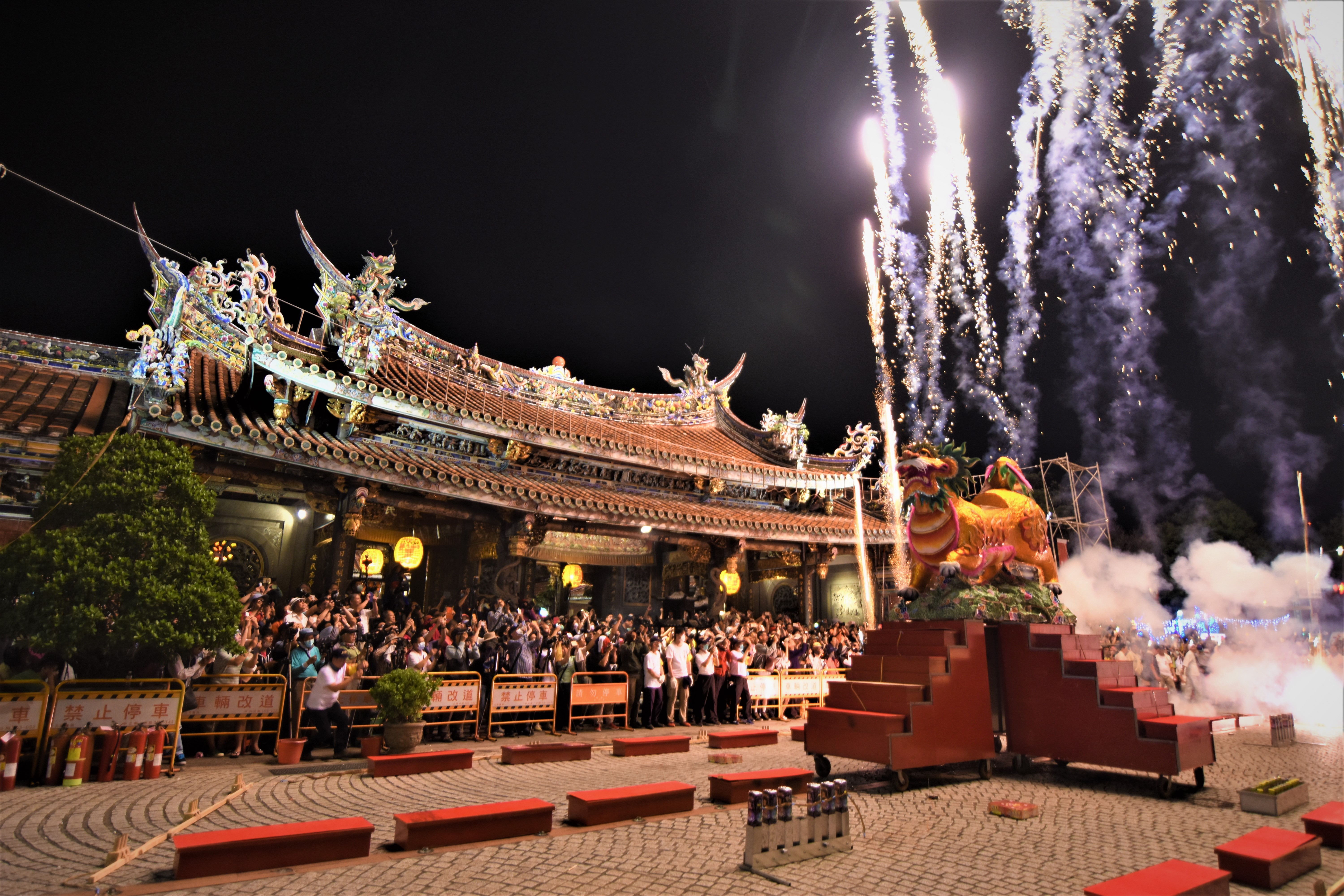
保生文化祭放火獅
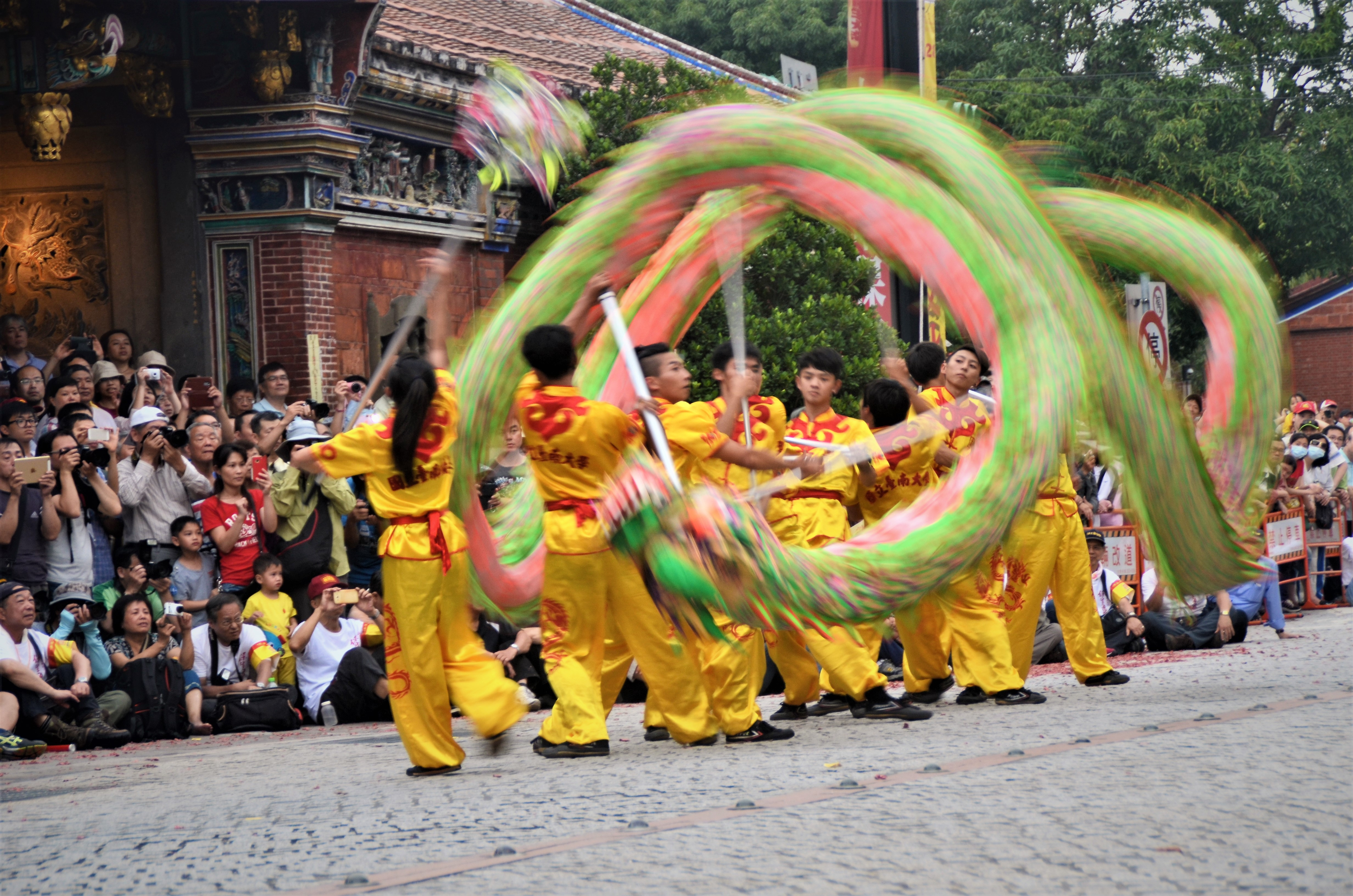
保生文化祭舞龍

2021年3月31日，廖武治以大龍峒保安宮董事長身分，提報保安宮保生大帝聖誕慶典為文化資產。該年8月24日，出席的十二位文資委員全數通過以「大龍峒保安宮保生大帝聖誕慶典」登錄為民俗類文化資產。

### 神農大帝聖誕
農曆四月廿六，舉行神農大帝聖駕遶境踩街，由土地公開路，保生大帝、神農大帝出巡，由保安宮出發，途經迪化街、民權西路台北橋下、寧夏路再回到保安宮，遍及大稻埕、臺北圓環附近及大龍峒等地。

### 中元盂蘭盆會
民俗研究者吳槐在〈台北風土諺語釋說〉回憶，保安宮的輪祀圈因同安人散居各地，為輪值祭祀之便，分為一保、二保、三保這三個地區。一保為大龍峒街、枋隙街、牛埔、西新、庄仔、下埤頭、社仔、大直、北勢湖、山仔腳、北投、唭哩岸、嗄嘮別、關渡、滬尾、雞柔山、水梘頭、金包里；二保有興直、二重埔、三重埔、和尚洲、更寮、觀音山、五坑、八里坌、洲仔。三保有大稻埕、加蚋仔、港仔嘴、松山、基隆。在農曆七月十一日放水燈，來值年者必需在宮內後殿，且備點心以給祭祀者。有諺語為「一保肉，二保撲，三保笑哈哈」，指在中元節盂蘭盆會時，一保地區宰牲畜特多、二保地區為鄉村而儉約、三保為商業殷盛之區而祭品至為豐裕。
農曆七月十二，進行豎燈篙儀式，立起三支高約五十尺竹子，分別為天竿、地竿、陰竿，其中地竿會於夜間升起，信仰上是讓孤魂野鬼可過來聞經受度。
農曆七月十四，池頭夫人聖誕，保安宮均舉行牽，庭園內矗立四十九座由竹子製成圓筒狀、外圍糊紙可供旋轉的，由於牽分水、血兩種，糊紙顏色為白色、紅色各半，每個約一人高、直徑一尺。道長在後場配樂下，踏著特殊的步伐展開儀式，亡者家屬輕喚已逝親友的名字，希望亡魂接受供養、超渡。

### 梁皇寶懺法會
廟方為了紀念大雄寶殿安座奉祀，每年選定農曆十二月初六起至十二日止，啟建梁皇寶懺法會。

## 會見教宗
保安宮與教廷於2016年10月15日及16日共同舉辦為期兩天的「一起尋找真理：基督徒與道教民間信仰者的對話」國際學術研討會，研討會後雙方共同簽署宣言，本宮成為道教民間信仰中第一位與教廷締約的宮廟。2018年3月14日，保安宮代表團由董事長廖武治率領至梵蒂岡會見天主教教宗方濟各，創下教宗第一次接見道教團體的歷史性紀錄。

## 力士會
力士會是為神明服務的信徒組織，即神明會的一種。保安宮力士會定位為「替神明出巡抬轎所成立的志願團體」，在神明會分類中屬於「轎班會」類型。根據報導，台北保安宮目前一共有十一個力士會.目前保安宮的力士會有(在每三年才繞境一次才出現)：老祖力士會、二祖力士會、三祖力士會、四祖力士會 五祖力士會、六祖力士會、平安祖力士會、白礁祖力士會、 保安祖力士會、五榖先帝力士會、中壇元帥力士會。

保生文化祭的重頭戲:恭祝保生大帝聖誕遶境，其遶境隊伍最引人注目的就是保安宮各個力士會的神轎，一頂頂雕刻精緻、作工細膩的神轎之前，還有一隻隻造型各異的巨型神獸，是保安宮迎神遶境的一大特色。

紀錄片《扛在肩上的傳承》即是以台北保安宮二祖力士會作為影片中的故事主角，講述2013年所燒毀的台北保安宮百年神轎，如何在二祖力士會成員們的努力下排除萬難、再度復元重現的故事。

## 外部連結
- 官方网站
- 大龍峒保安宮的Facebook專頁
- YouTube上的大龍峒保安宮頻道